# 2007年の気象・地象・天象
2007年の気象・地象・天象（2007ねんのきしょう・ちしょう・てんしょう）に関する出来事を記述する。
2006年の気象・地象・天象 - 2007年の気象・地象・天象 - 2008年の気象・地象・天象

## 概要

### 天候
日本
- 前年からこの年にかけての冬は、1949年と並ぶ歴代1位タイの大暖冬となった。晩冬から春先にかけては寒気の流れ込みが強くなったため、遅い雪や急速に発達する低気圧による暴風や豪雨に次々と見舞われた。日本海側では記録的な少雪となり、積雪量が平年の1割にも満たない地域もあった。また、東京や大阪、神戸、徳島などの都市では冬日が一日も観測されなかった。
- 春は寒暖の変動がかなり大きく、3月下旬は南から暖かい空気が流れ込み記録的な高温となり、東日本や四国・九州地方に中心に季節外れの夏日（一部で真夏日）を観測し、3月の最高気温の記録を多くの地点で更新した。ただし、3月中旬は2005年から3年連続で顕著な低温、4月は2006年に続いて北日本と東日本で低温。いずれも強い寒気が断続的に南下したのが原因で、大暖冬を覆す顕著な低温になった。3月16日には南岸低気圧で降雪を観測したほか、4月4日には東京都心で1988年以来19年振りとなる降雪（霙）を観測した。
- ラニーニャ現象の影響で梅雨は短く少雨の予想であったが、全国平均で梅雨入りは平年より8.6日遅く、梅雨明けは同じく5.4日遅くなるなど、ほぼ平年並みだった。また、夏は少雨・記録的猛暑となり、全国的に平年を0.5℃ほど上回る猛暑となった。特に8月は記録的な猛暑となり16日には岐阜県多治見市と埼玉県熊谷市で40.9℃の最高気温を観測し、1933年7月25日に山形市で記録した国内最高気温（40.8℃）を74年ぶりに更新したほか、多くのアメダス・気象官署で観測史上最高または8月の最高気温の記録を更新した。
- さらに秋も記録的高温で西日本では歴代1位の暖秋となった。特に9月は太平洋高気圧の勢力が異常に強く、九州では連日のように季節外れの熱帯夜や真夏日を観測したりするなど、この残暑は10月上旬まで続いた。西日本は少雨傾向となり、ところどころで渇水による影響も発生した。
- 11月は前半は移動性高気圧に覆われ晴れたため高温傾向で推移し、同月後半にはこの時期としては強い寒気が南下し北日本では大雪に見舞われるなど、寒暖の変動が大きい11月であったが、月平均では気温は平年並みに推移した。12月も寒暖の変動が大きかったが、冬型の気圧配置になる日が少なく寒気の南下が弱かったため、気温は高めであった。

2007年の猛暑 (日本)も参照。
- 2007年は上記の影響で、全国的に雨が少なく全国の年降水量平均は平年の9割弱であった。徳島他2地点では年降水量の最小値を更新している(2007年:860.5mm、平年値:1540.7mm)。

世界
- 1月から2月にかけてエルニーニョ現象が起こった。この影響があると見られる、南米やアフリカ東部の豪雨、東南アジアの低温、北米やヨーロッパの嵐が相次いだ。
- 南アジアではモンスーンの豪雨や暴風雨が相次いだ。インドでは8月末までの死者が合計2200人近くに達した。バングラデシュでは100万件近い家が被害を受け、約1,600万人が被災し、直接的な被害に加えて赤痢や呼吸器疾患などの感染症が蔓延し、8月末までの死者は835人に達した。ネパールでも150人以上が死亡した。10月初旬のOCHAの報告では、今年のモンスーンの大雨による死者は4,000人以上、6,600万人が影響を受けたという。また、11月のサイクロンはバングラデシュを中心に大規模な洪水を発生させ、水害による死者はネパール国内だけで合計4,000人近くに増えた。
- オーストラリアでは、2006年に引き続いて年の前半は東部、後半は南部を中心に記録的旱魃が継続した。6月や7月は沿岸部を中心に集中豪雨が発生するなど、所々で降水量の多い時期もあったが、降水量が極端に少ない地域もあった。同国では農業を中心に大きな打撃を受けるとともに、この旱魃と地球温暖化の関連性が大きく取り沙汰され、11月24日に行われた同国の総選挙での与党の大敗の要因の1つとなったとの見方がある。
- また、5月ごろからラニーニャ現象が発生した。北大西洋振動などの影響も見られ、6月上旬・中旬に南アジア、6月下旬と7月下旬にヨーロッパ南東部、8月上旬・中旬にアメリカ中西部・南部、8月中旬に日本と、北半球各地に次々と熱波が襲来し、多くの死者も出た。
- アメリカでは、南部、南東部、中西部の一部で少雨となり、記録的な旱魃となった地域もあった。
- 中国では、内陸部を中心とする南部で少雨が続き、年間降水量が平年の2割程度に満たない地域もあった。
- 一方南半球では、南アフリカや南アメリカ南部に数回に渡って寒波が襲来し、珍しい大雪となった地域があった。
- イギリスなどヨーロッパ西部の広範囲で、秋の降水量が少なかった一方、同時期にヨーロッパ西部では多雨となった。
- アフリカでは、長期の旱魃が続く地域がある一方、集中豪雨や長雨に見舞われる地域も多かった。西アフリカでは7月～10月の雨季の間に記録的な洪水が発生し、各地で合わせて200人以上が死亡、80万人近くが影響を受けた。
- 北アメリカや中米ではカテゴリー5のハリケーン2つをはじめとして、勢力の強いハリケーンが複数直撃したり、熱帯性暴風による大雨が降るなどし、暴風や洪水などによる被害が出た。
- 極地の氷は縮小した。特に9月、北極海の氷の縮小により、これまで年中を通して氷に閉ざされていたカナダ北方の「北西航路」から氷が消えたことが欧州宇宙機関の衛星により観測された。

### 地震・火山
千島列島やソロモン諸島、ペルー沖、スマトラ島沖など、海溝型の大地震が続発した。また、イギリス（ケント地震（英語版））やノルウェー、アメリカ東部などの地震が少ない地域でM4～5程度の地震が相次ぎ、各地で話題となった。
東南アジア、オセアニア、日本、南アメリカ西部でM7～M8クラスの地震が相次いで起こり、多くの被害が発生した。M8以上の地震は4回も発生した（USGSの資料による）。また、この年最も死者が多かったペルー地震は死者約500人と伝えられており、年最多死者が1,000人を下回ったのは2000年以来となった。
また、レユニオン島のピトン・ドゥ・ラ・フルネーズでは過去最大規模の噴火が起こったほか、インドネシアや南米・中米などで複数の火山が噴火した。イエメンのJabal al-Tair島で死者が出たほかは、火山活動による大規模な被害は無かった。

## できごと

### 1月

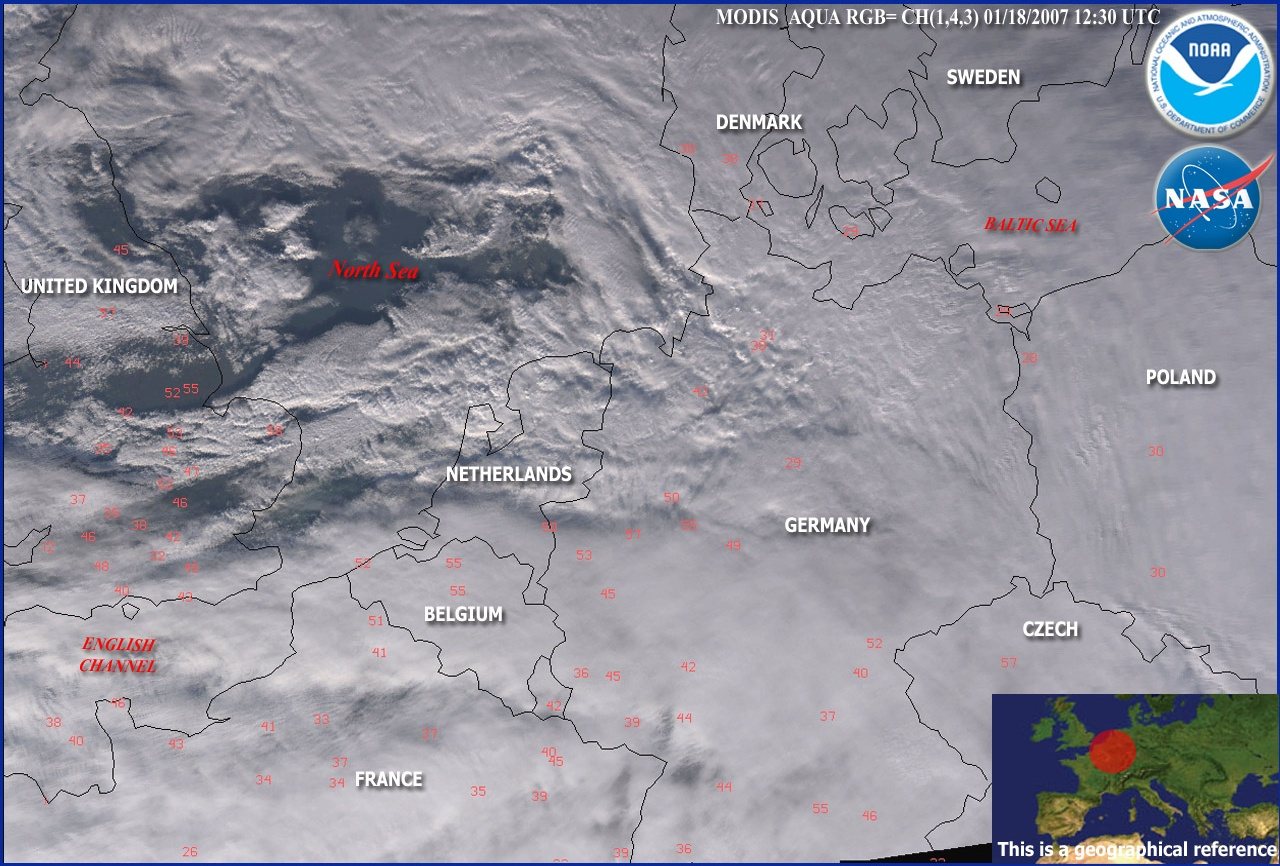
キリル

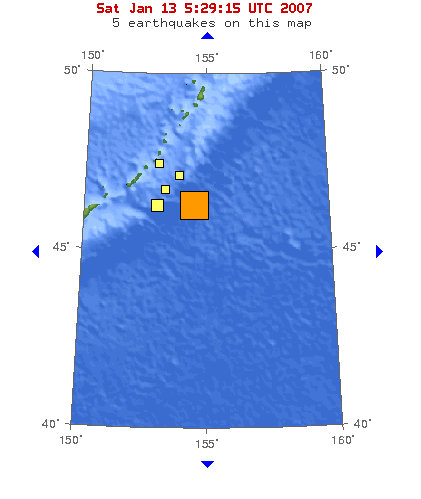
千島列島沖地震の震源

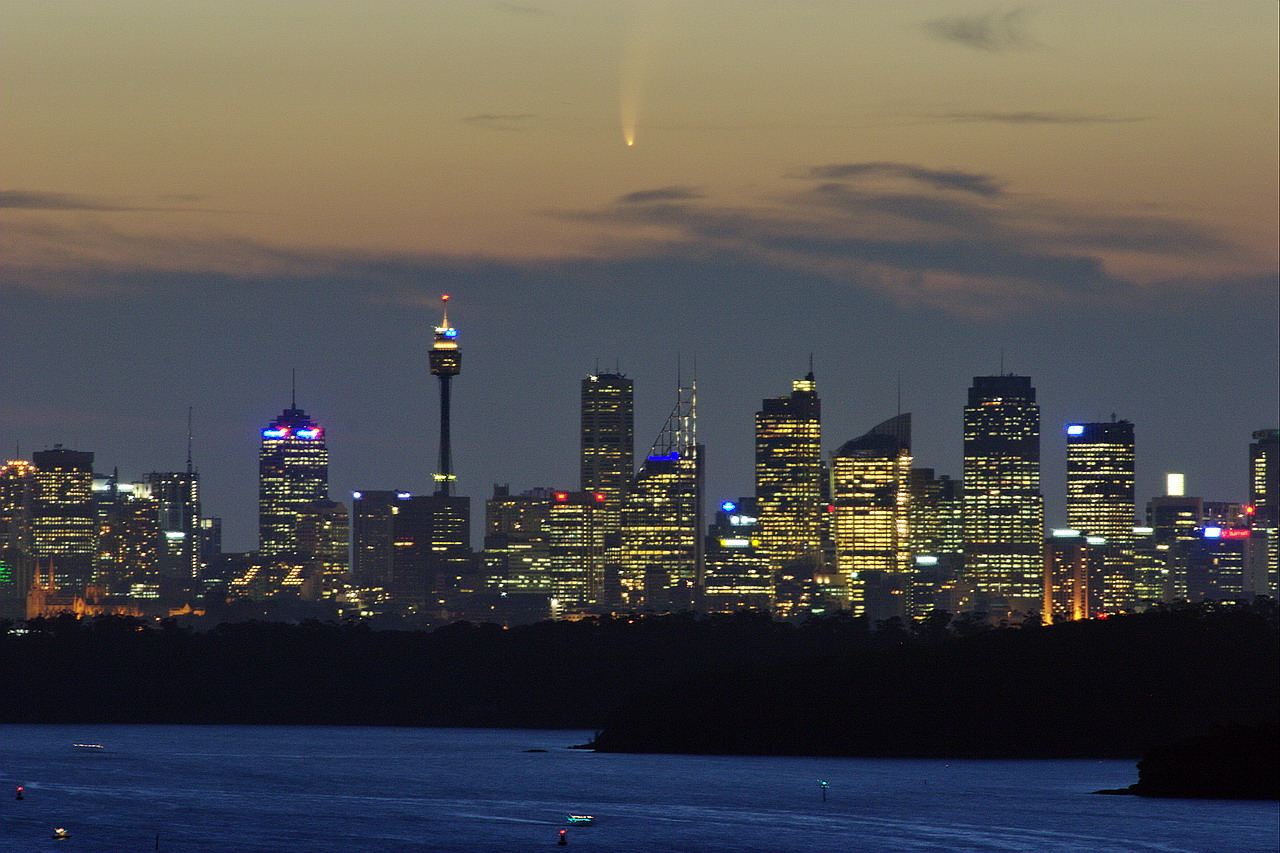
マックノート彗星、1月16日夕方シドニーにて

- 前年12月末～1月5日ごろ - インド北東部、ネパール、バングラデシュで寒波により約110人が凍死。
- 1日～5日 - ブラジル南東部で豪雨、土砂崩れなどにより8,000人が被災。
- 4日 - イギリス気象庁(Met Office)が、2007年の世界の平均気温は過去最も高くなる可能性が高いとの予測を発表。過去最高だった1998年に並ぶかそれ以上になる確率は60%との予想。
- 1月11日～1月24日 - 低気圧が発達しながら北アメリカを通過。冬の嵐となり、カナダや五大湖沿岸部では大雪、アメリカ中西部の南部や西海岸、メキシコでは大雪と低温に見舞われ、交通網がマヒし、オレンジなどの農作物への被害や停電が相次いだ。東部にも影響は及び、ニューハンプシャー州のワシントン山では体感温度-65°Cという記録的な低温を観測した。各国で合計85人以上が死亡した。（2007 North American ice storm）
- 1月13日
  - 前年11月の2006年千島列島沖地震に続き千島列島沖で強い地震（千島列島沖地震）。北海道太平洋沿岸に津波警報、その他、北海道日本海沿岸・東北・関東・東海・関西の各地方と、伊豆諸島・小笠原諸島に津波注意報。北海道太平洋沿岸・東北地方・小笠原諸島など各地で、津波を観測。
  - スリランカ中央部で洪水が発生し、13人が死亡、6万人が家を失った。
  - マックノート彗星の光度が、彗星としては1935年以降以降2番目に明るい-6.0等まで上がり、日中でも肉眼で見ることができるほどの明るさになった。
- 1月17日～1月19日 - 低気圧キリル（Kyrill）がヨーロッパを通過。風や大雪によりヨーロッパの広い範囲で停電や交通の乱れ。死者は44人に上った。
- 1月21日 - インドネシア・スラウェシ島でM7.5の地震が発生。2月1日に発生したM5.7の余震とあわせて5人が死亡。
- 月末～2月初め - 寒波の影響で、メキシコ北部を中心に75人が死亡。うち34人は暖房による一酸化炭素中毒で死亡していたことが分かった。また、数千頭の家畜が凍死するなどした。

### 2月
- 上旬

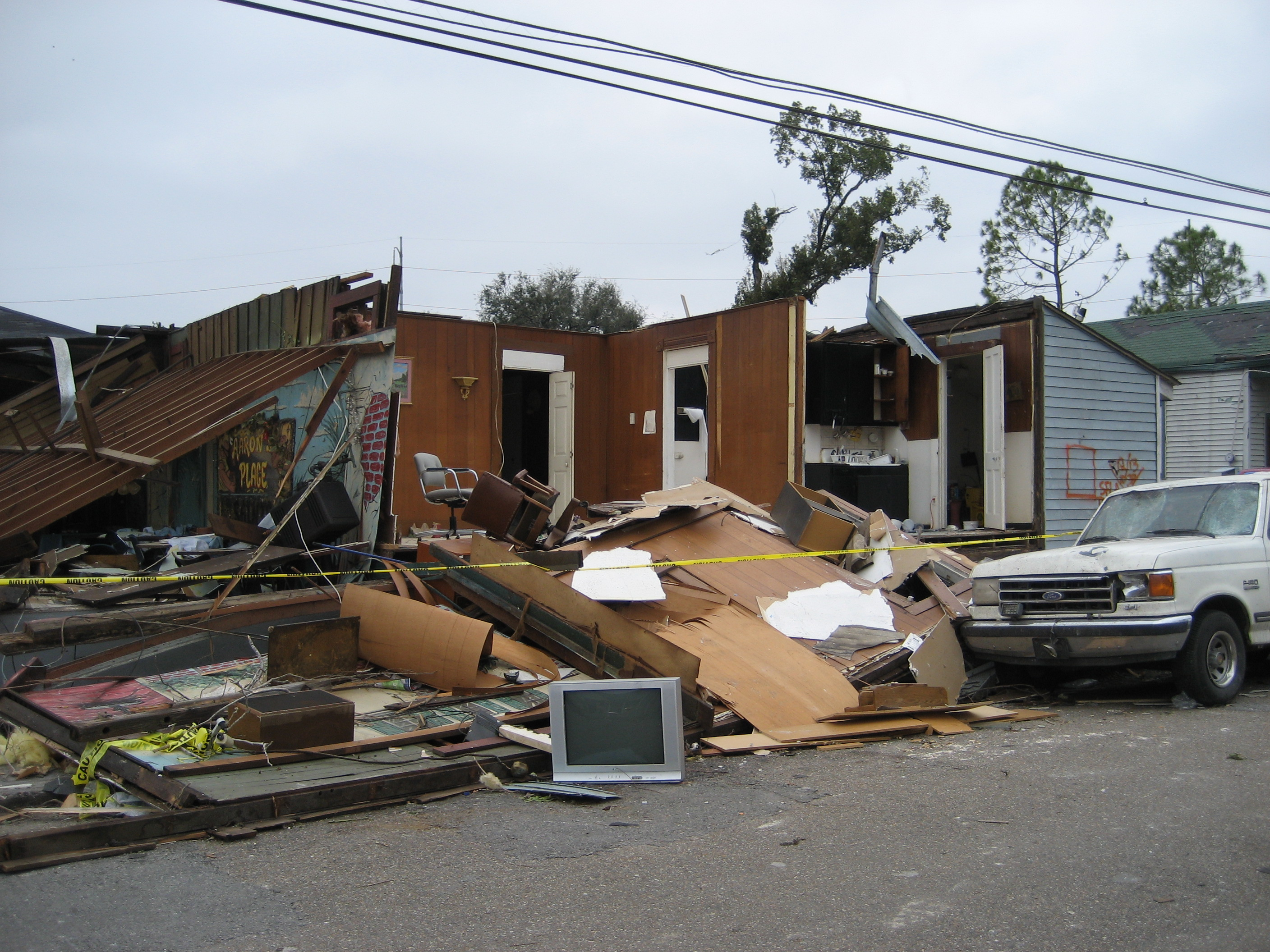
ニューオーリンズの竜巻

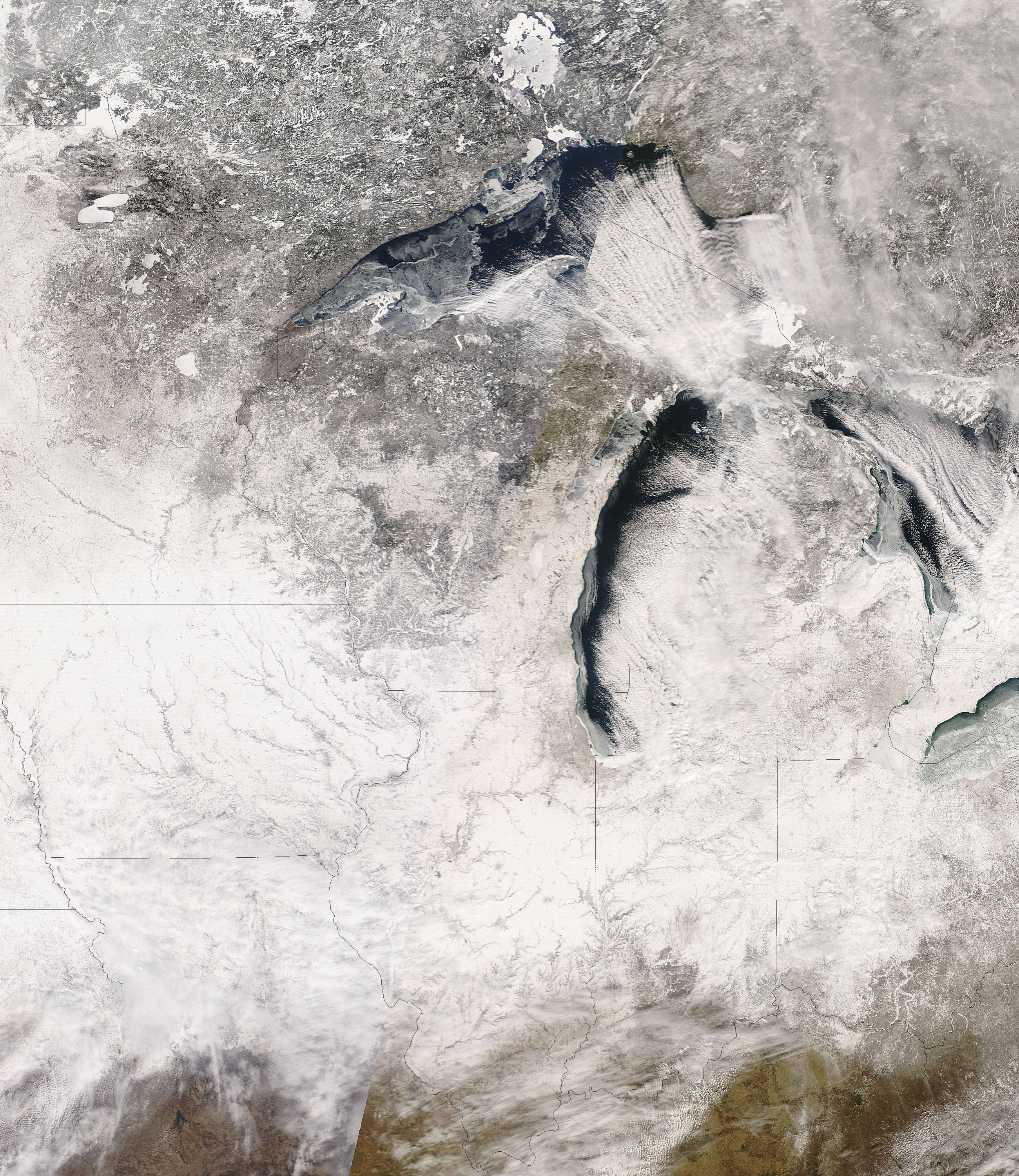
大雪に見舞われたアメリカ中西部（2月15日、NASAによる）

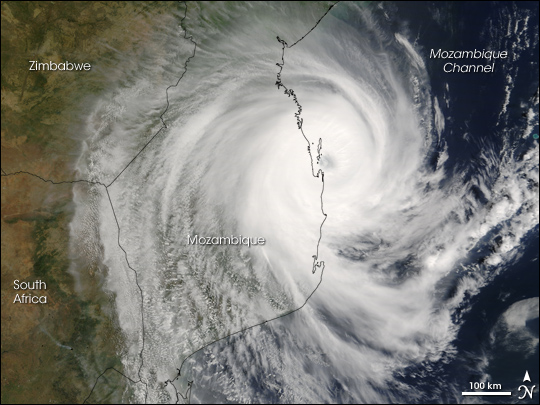
サイクロン・ファビオ

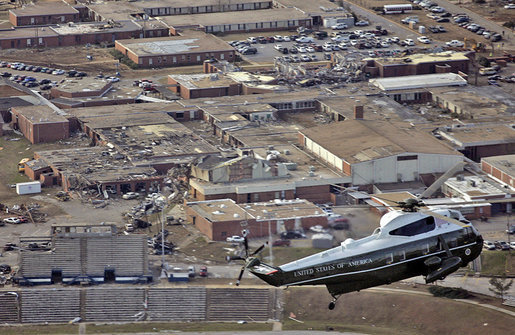
竜巻の被害を受けたエンタープライズ高校、ヘリコプターより撮影

  - ジャワ島東部で豪雨が続き、ジャカルタ周辺で洪水。50万以上の家屋が浸水し、100人近くが死亡。感染症の流行により更なる被害の懸念も。
  - インドシナ半島やフィリピンで低温。野菜などに被害。カンボジア、ベトナム、ラオス、タイ北部では2月としては最も低い気温を記録。
- 上旬～中旬 - 2006年12月から続く長雨によりペルー・ボリビア各地で洪水、60人以上が死亡・行方不明となり、35万人が家を失う。農地や家畜への被害、伝染病の流行も。
- 2月2日
  - 山陰地方から九州北部で大雪。寒気が西回りで流れ込んだため、西日本を中心に雪となり福岡県北九州市・山口県下関市では5cm、福岡市でも1cmの積雪を観測した。山陽地方の山口市や広島市、更には九州南部の鹿児島市でも積雪を観測した。
  - アメリカ・フロリダ州中部で早朝に3つの竜巻（F3が2つ、F1が1つ）が発生し、20人以上が死亡した。
- 2月8日 - アメリカ東部で大雪、19人が死亡。積雪により広い範囲で道路交通網が混乱。
- 中旬
  - 1月下旬から、アフリカ南東部でサイクロンや集中豪雨による大雨が続き、ザンベジ川の氾濫によりモザンビークで40人が死亡、10万人以上が家を失う。アンゴラ、ザンビア、マラウイでも被害が出たほか、コレラ流行の報告も。
  - マダガスカルでサイクロンなどによる大雨、いくつかの地域が洪水により孤立し、約25,000人分の人道援助が必要とされている（2月20日のロイターの報道）。
- 2月10日 - この日も東京都内で初雪が観測されず、これまで最も初雪の観測が遅かった1960年2月10日の記録を更新。[1]
- 2月12日
  - アフリカ東部で大雨、ルワンダで5人が死亡、100件以上の家が損壊。
  - パキスタンで、これまで続いていた大雨による死者が30人を超えた。
- 2月13日 - アメリカ・ニューオーリンズで竜巻が発生し、1人が死亡、15人が負傷。
- 2月14日
  - アメリカ中西部・北東部でブリザードと低温、いくつかの空港が閉鎖され、数百便が欠航、6人が死亡。
  - ネパールの首都カトマンズで、1944年の観測開始以来初めての降雪を観測。これまでネパール西部やインド北部では大雪や大雨が続いていた。
- 2月16日 - アメリカ中西部から北東部にかけての地域がブリザードに見舞われ、合わせて13人が死亡。航空機など交通機関が乱れ、学校・企業の休業が相次いだ。
- 2月19日
  - 香港では、春節としては観測史上最も高い気温25.3℃を記録（これまでの記録は1982年の24.6℃）。香港では今冬、通常はもっと南にしか飛来できないとされる渡り鳥が飛来するなどしていた。
  - アメリカ・モンタナ州、アイダホ州、ユタ州でそれぞれ雪崩が発生し、計5人が死亡。
- 2月20日 - インドネシア・ジャワ島中部で2回にわたって地すべりが発生、12人が死亡。
- 2月22日 - サイクロン・ファビオ(Favio)がモザンビークに上陸、4人が死亡するなど広範囲で被害。
- 2月24日～25日 - サイクロンGamedeがモーリシャスと仏領レユニオンを通過、11人が死傷。
- 2月28日 - 中国・新疆ウイグル自治区で砂嵐により列車が横転、4人が死亡、100人以上が負傷。
- 2月28日～3月1日 - アメリカ南西部から南部にかけて竜巻による被害が多発し、計20人が死亡。(February-March 2007 Tornado Outbreak)

### 3月

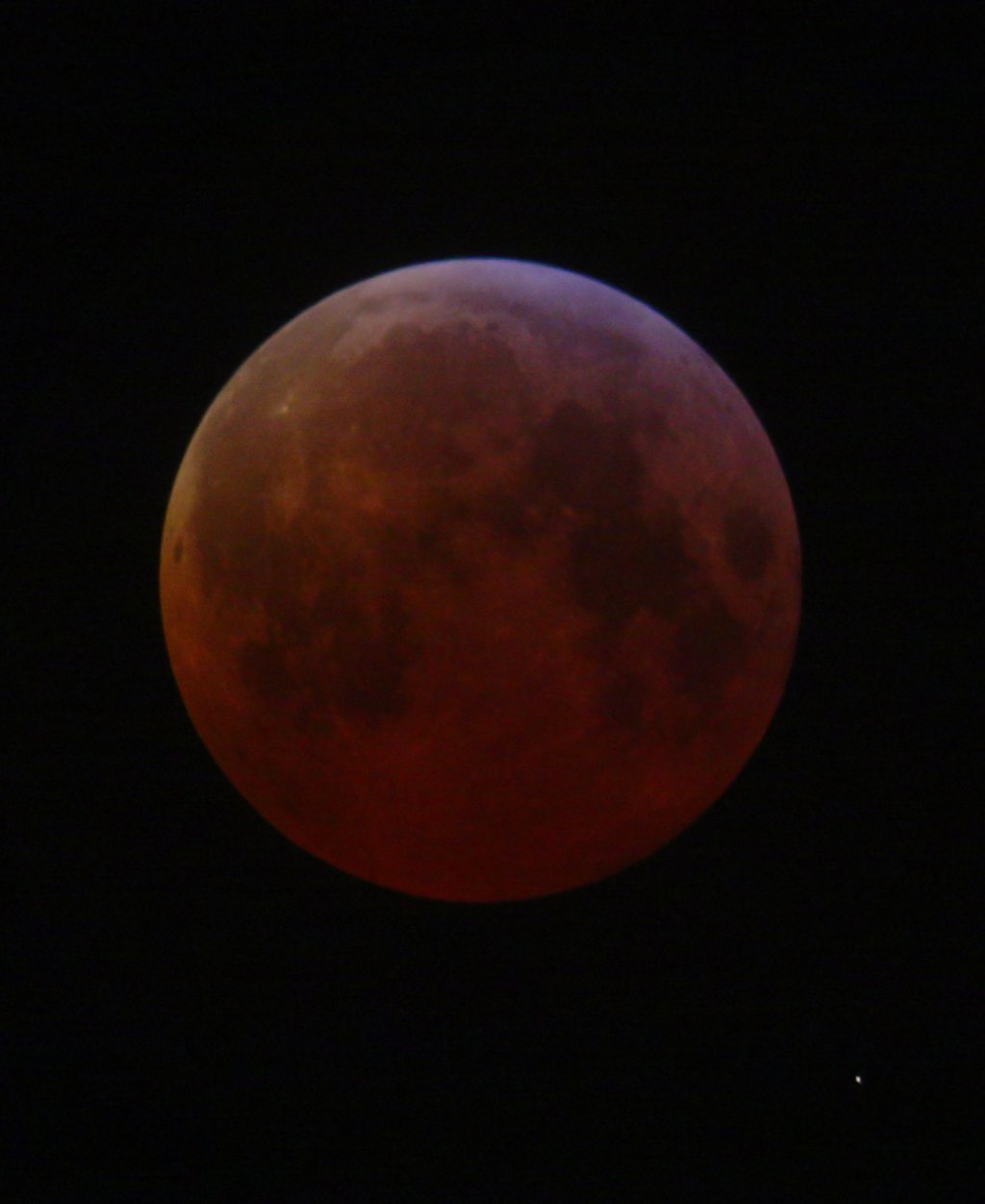
3月3日の皆既月食

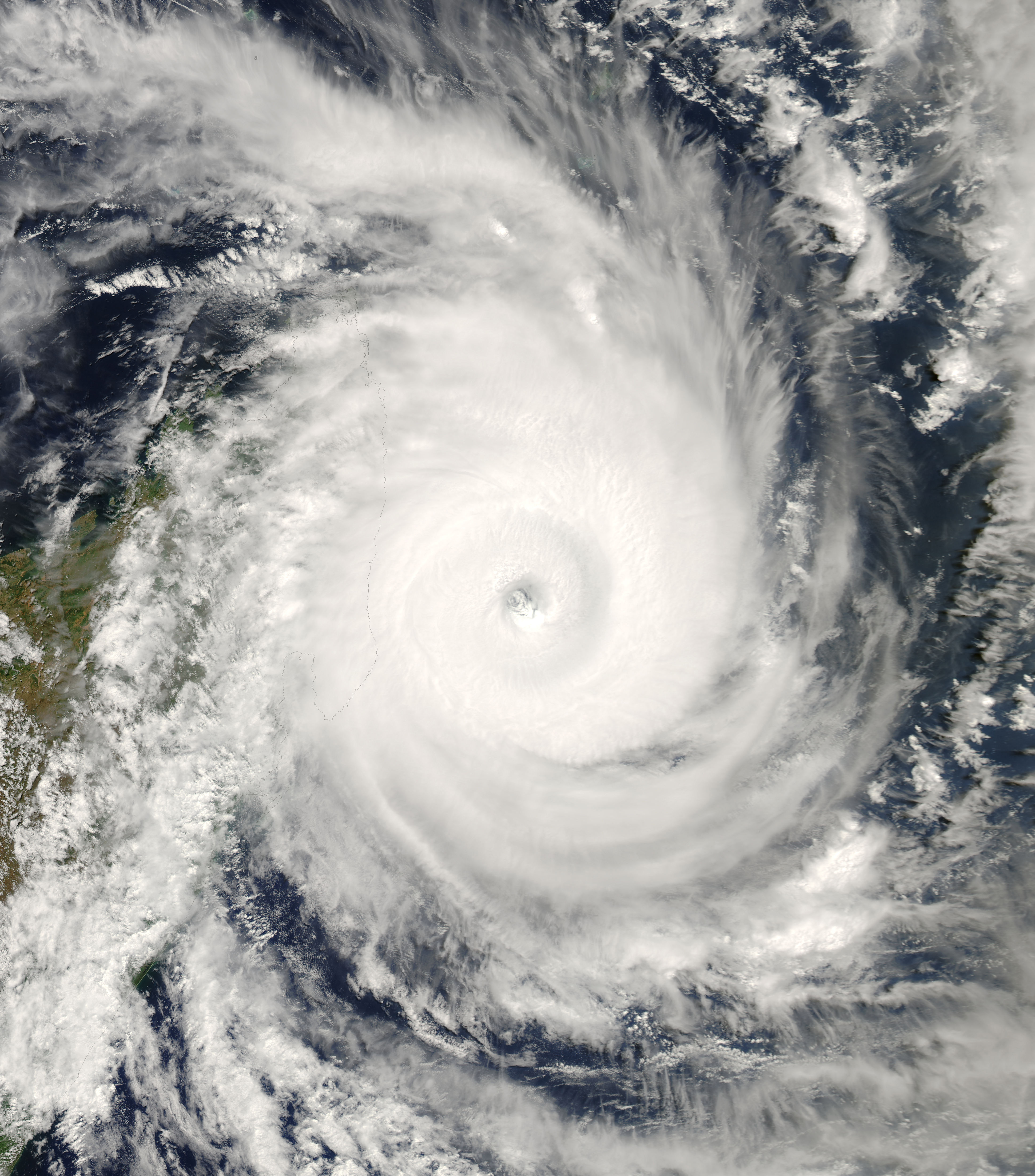
サイクロンIndlala 3/14 10:10(UTC)

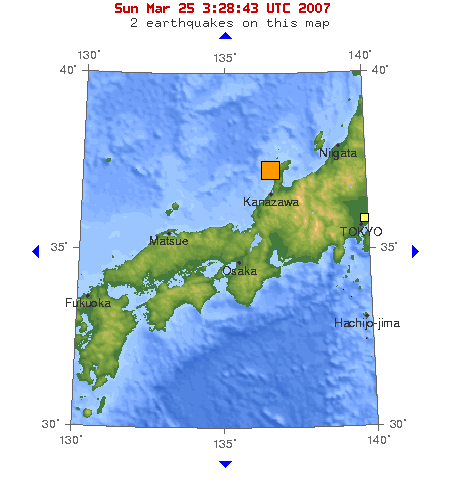
「能登半島地震」発生。

- 暖冬の影響で、ヨーロッパの広範囲で農産物価格の下落、害虫被害の早期化、野生動物の出没などの被害が続出。
- 上旬 - ナイジェリアで集中豪雨による鉄砲水、6人が死亡。強風による被害も。
- 中旬 - それまでの暖冬の高温傾向から一転、北海道に居座った高気圧にブロックされた低気圧に北極からの強い寒気が吹き下ろしているため顕著な低温に。日本海側に大雪、太平洋側でも一時降雪をもたらした。
- 下旬
  - アルゼンチン北東部とパラグアイで洪水、7人が死亡、4万人が避難。
  - 日本列島高温。西日本では夏日や真夏日を観測。特に静岡市では最高気温32.8℃の真夏日を記録し、観測史上最も早い真夏日の記録を塗り替えた。
- 3月2日 - インドネシア・フロレス島で土砂崩れ、40人以上が死亡、20人前後が行方不明に。
- 3月3日 - ヨーロッパ、アフリカ、中南米、オーストラリア西部などで皆既月食。
- 3月5日 - エクアドル中央部のトゥングラワ山が噴火。
- 3月6日 - インドネシア・スマトラ島中部でM6.4の地震とM6.3の地震が相次いで発生、52人以上が死亡、460人以上が負傷。
- 中旬 - タイ北部・ミャンマー東部・ラオスで大規模な森林火災、タイ北部2県では非常事態宣言を出して避難を呼びかけるなどした。
- 中旬 - パキスタン・インドのカシミール地方やアフガニスタンで大雨、雪解けの影響も加わって地滑りや洪水、鉄砲水が各地で発生、計91人以上が死亡し、広い範囲で住宅や道路に被害。
- 3月12日 - フィジーで洪水、6人が死亡。サトウキビの農地にも被害。
- 3月15日 - マダガスカルにサイクロンIndlalaが上陸、洪水や土砂崩れにより広範囲で被害が発生し、69人が死亡、数万人が家を失った。
- 3月16日 - 南岸低気圧の通過で、東京では観測史上最も遅い初雪かつ季節外れの降雪を一時観測。
- 3月18日 - 北海道東部の積丹岳で雪崩が発生、スノーモービル客数十人が巻き込まれ、4人が死亡。
- 3月25日
  - M6.9の「能登半島地震」が発生、石川県で震度6強を観測、1人が死亡、200人以上が負傷。
  - インドネシア・コンバ島のバツタラ山で火山活動により泥が噴出、1万5千人が避難。
  - バヌアツ南部近海でM7.1の地震。
- 3月26日～31日 - 東日本や四国・九州で季節外れの夏日を観測。気象官署・アメダスで3月の日最高気温の高いほうからの記録を更新した。

### 4月

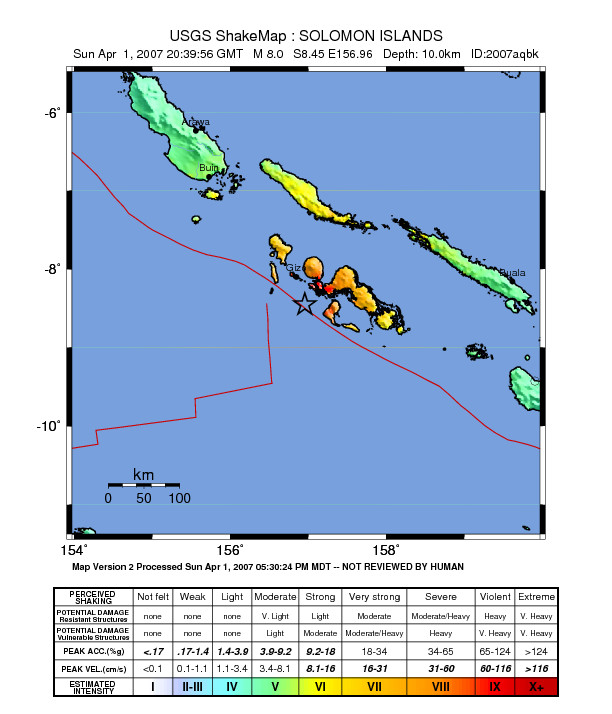
ソロモン諸島地震の震源と震度図

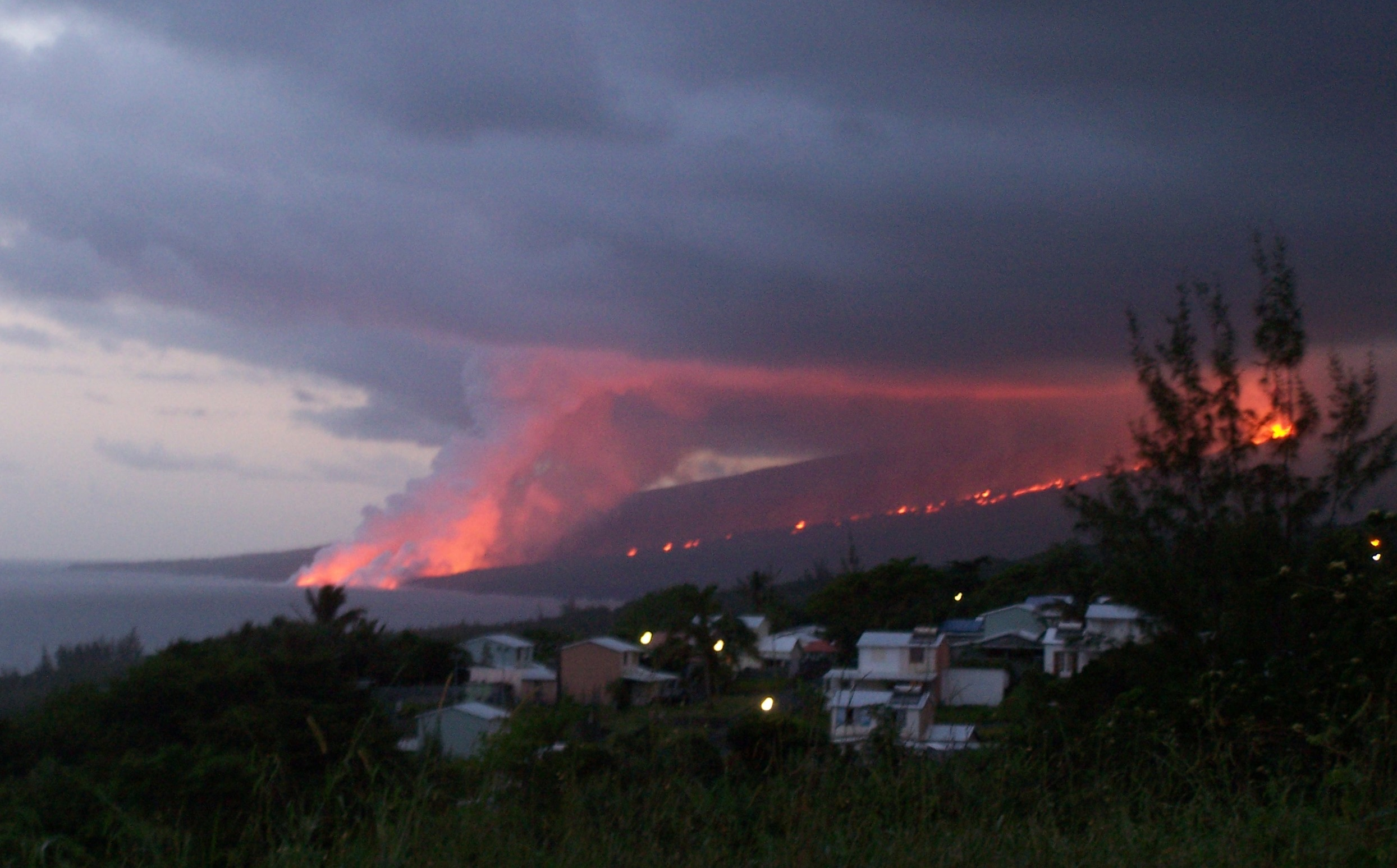
ピトン・ドゥ・ラ・フルネーズ山の噴火、2007年4月9日

- 4月1日 - タジキスタン東部で雪崩、10人が死亡。
- 4月2日 - ソロモン諸島近海でM8.2の地震、津波が発生し、死者・行方不明者100人、数千人が家を失った。
- 4月4日 - 強い寒気の影響で、東京都内で4月としては1988年4月8日以来19年ぶりとなる、一時的に季節外れの降雪（霙）を観測した。平成以降では2番目に記録的に遅い終雪となった。
- 4月6日 - 2006年8月から噴火を続けているレユニオン島のピトン・ドゥ・ラ・フルネーズの噴火活動に伴い、一時避難命令。魚の大量死も発生。今回の噴火は観測史上最大級となった。
- 4月15日
  - M5.4の三重県中部地震が発生。亀山市で震度5強を観測、十数人がけが。
  - タイ南部の観光地の滝で鉄砲水が発生、37人が死亡、29人が負傷。
- 4月17日 - アメリカ北東部からカナダ南東部にかけての地域で春の嵐(Nor'easter)による被害、吹雪や洪水、竜巻により17人が死亡。
- 4月18日
  - 西日本で2月上旬から中旬並みの異常低温、中国地方や九州の山間部では季節外れの降雪も。阿蘇山で4月としては史上最多となる28cmの積雪を観測した。
  - コロンビア西部のウィラ山が噴火、土砂崩れにより家屋や道路に被害、8,000人以上が避難。
- 4月21日
  - インドネシアで大雨に伴うがけ崩れにより列車が脱線、30人以上が死亡。
  - チリ南部でM6.2の地震、死者・行方不明者10人、フィヨルドで地すべりが多数発生し、最大8mの津波が到達した。
- 4月19日 - カナダ・ニューファンドランド島沖で、嵐により漁船100隻以上が海氷の中で動けなくなった。
- 4月27日 - バングラデシュの首都ダッカで暴風雨、6人が死亡、50人が負傷。

### 5月
- 上旬 

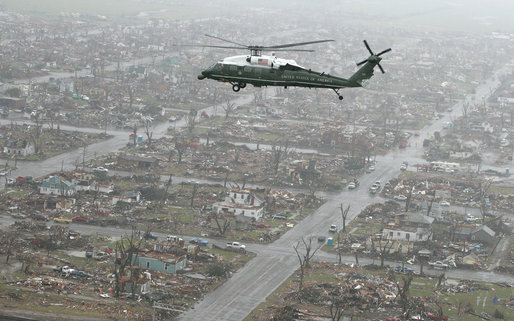
竜巻の被害を受けたグリーンズバーグ、上空から撮影

  - スリランカで南西部を中心に豪雨、17人が死亡、5万人以上が家を失った。
  - ウルグアイ中央部で過去50年で最も強い豪雨、農地や水道に被害、11万人に影響。ウルグアイ議会は9日に非常事態宣言。
- 5月2日・7日 - チャドで竜巻による被害が相次ぎ、計23人が死亡、約100人が負傷、50件以上の家屋に被害。
- 5月4日
  - アメリカ合衆国中西部から南部にかけて相次いで竜巻が発生、カンザス州グリーンズバーグでは9人が死亡。
  - インド南部の東海岸で暴風雨と落雷、15人が死亡。
- 5月6日 - アフガニスタン北部のサマンガン地方で洪水、3,000世帯以上の家屋が全壊。
- 5月8日 - ミャンマー南部で過去40年で最も強い豪雨、5人が死亡。
- 5月11日 - インド北部とパキスタン北東部が雹や落雷を伴った集中豪雨に見舞われ、暴風雨や落雷、洪水、火災、停電による被害が広範囲に及んだ。死者はインドで31人、パキスタンで8人に達した。
- 5月15日 - イスラエル東部で鉄砲水、死海沿いの渓谷でロッククライミングをしていた4人が死亡。
- 5月12日～16日 - アフガニスタン北東部で洪水、24人が死亡、800軒以上の家が全壊。
- 5月17日
  - チベットで豪雨、雪崩や土砂崩れの影響で2万2千人が住む集落が孤立。
  - インドアーンドラ・プラデーシュ州で熱波、5人が死亡。
- 下旬 - モスクワで4日間連続で30℃を超える熱波、16人が死亡。
- 5月21日 - ミャンマー沿岸部で嵐による被害、900世帯以上の家が壊れ、8人が死亡。
- 5月22日
  - コンゴ民主共和国で嵐による被害、Uele川で船に乗っていた17人が死亡。
  - 中華人民共和国南西部で洪水、鉄砲水や土砂崩れにより6人が死亡、3人が行方不明に。
- 5月24日 - カメルーンアダマワ州で雷雨、落雷により子供5人が死亡。
- 5月25日 - 中華人民共和国重慶市や四川省で大雨、鉄砲水や洪水の被害、10万人以上が避難、21人が死亡。
- 5月27日 - 大分県豊後大野市犬飼町でこの年初めて36.1℃の猛暑を観測。3月に気象庁が制定した「猛暑日」を初めて観測した。
- 5月29日 - ヨーロッパから西アジア西部を低気圧が通過、洪水、鉄砲水、落雷、土砂崩れ、遭難などにより合わせて23人が死亡。
- 5月30日
  - アメリカ合衆国テキサス州中央部で洪水、6人が死亡。
  - バングラデシュで暴風雨、5人が死亡。
- 5月31日～6月1日 - バングラデシュで熱波、29人が死亡。

### 6月

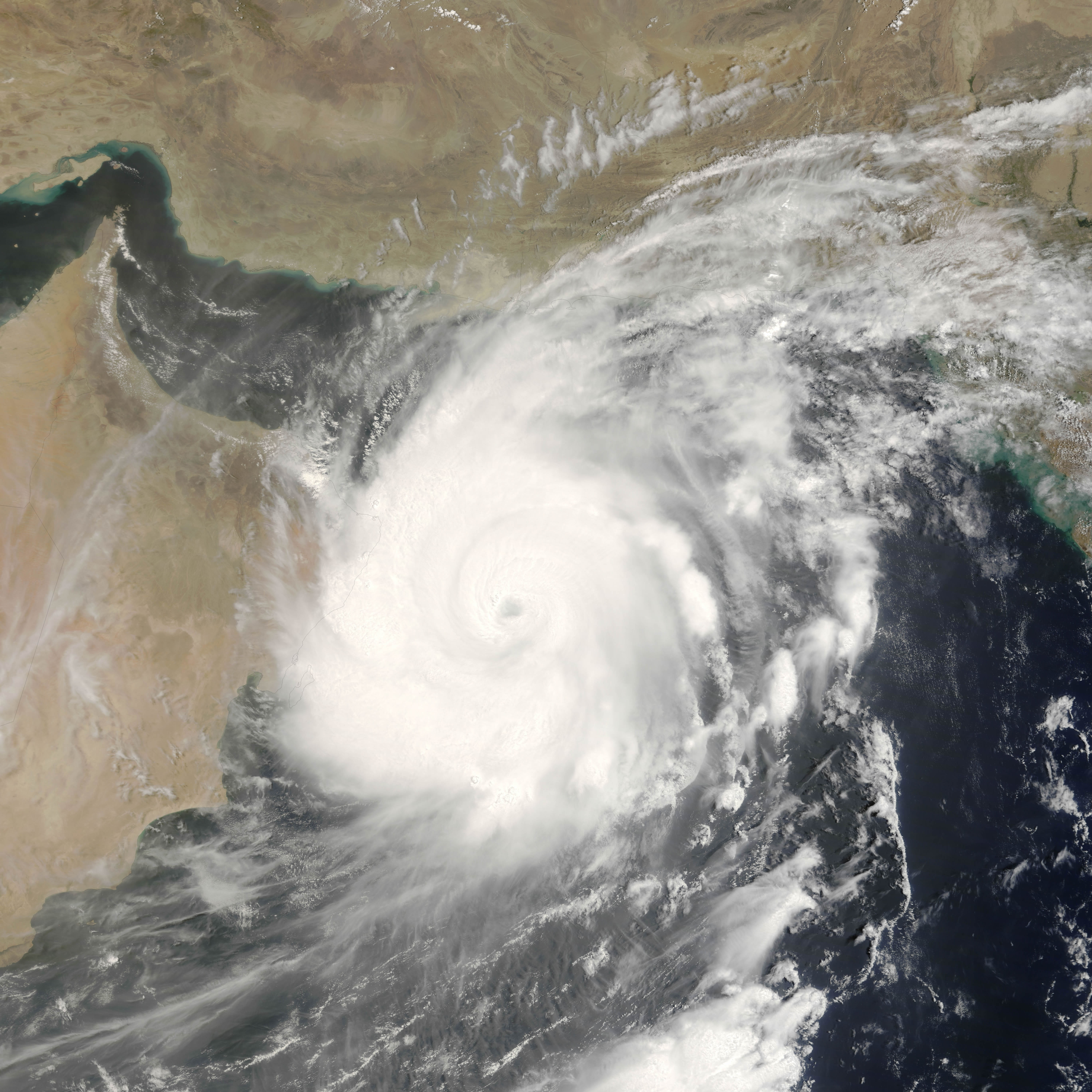
イラン南部に接近するサイクロン・ゴヌ

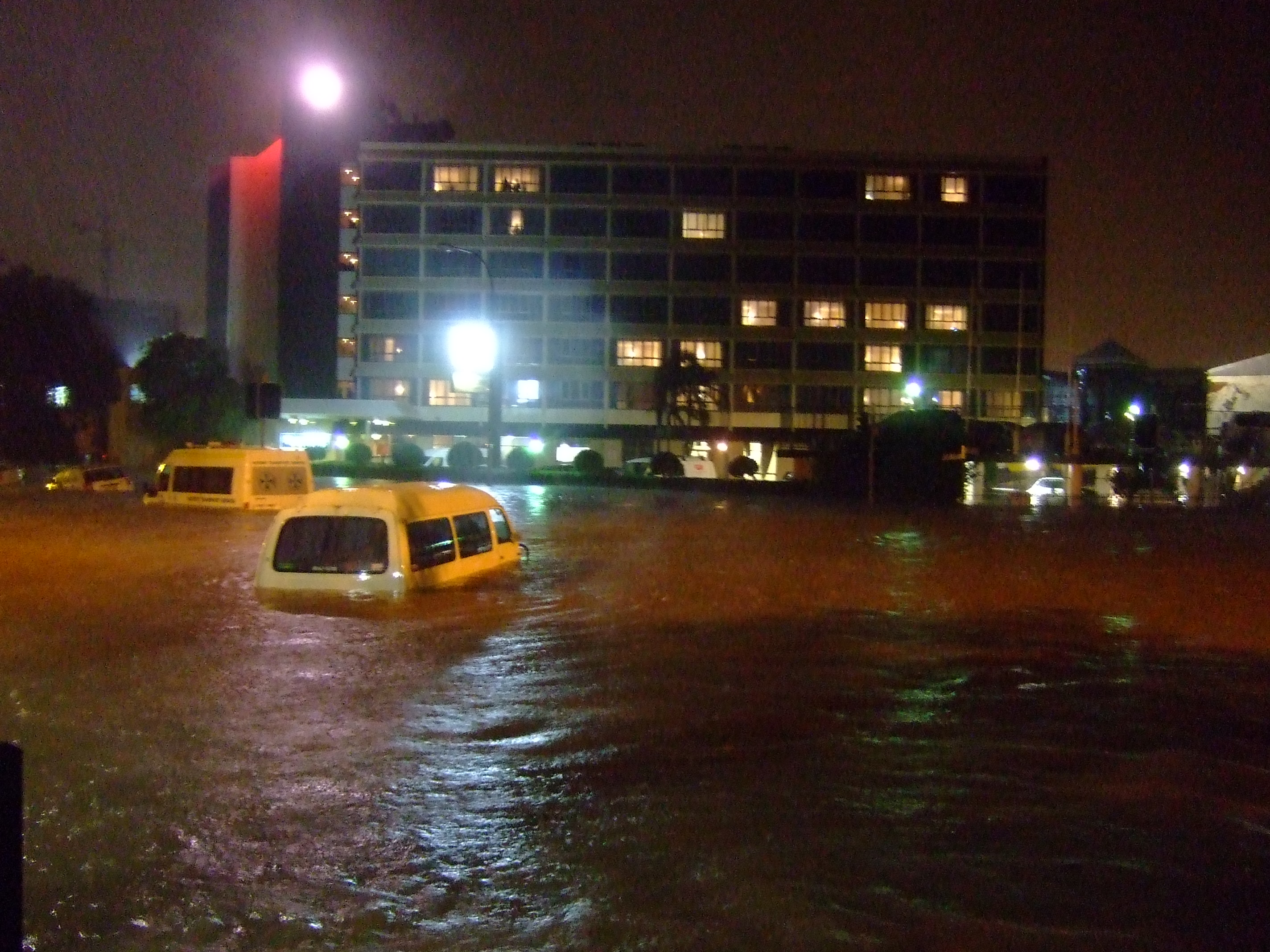
ハンター川の氾濫によって洪水に見舞われたニューカッスル

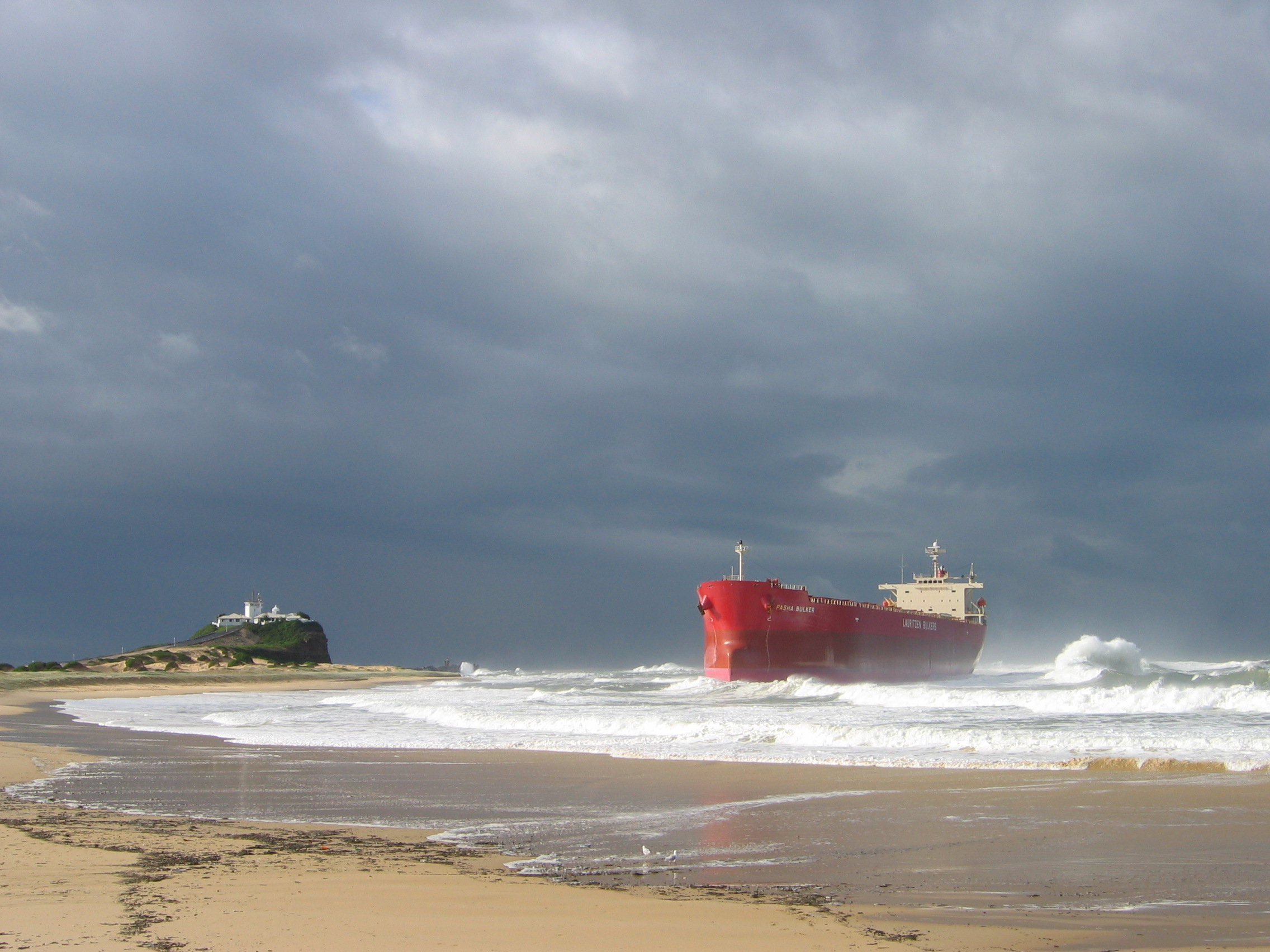
嵐により座礁した貨物船、ニューカッスル近郊の海岸にて

- 上旬～中旬 - インド北部・パキスタンで熱波、各地で50℃を超える気温を観測するなどし、合わせて230人以上が死亡。
- 6月3日 - 雲南省でM6.4の地震、3人が死亡、200人以上が負傷。
- 6月5日 - インド中央部西海岸で大雨、7人が死亡。
- 6月6日 - イラン南部にサイクロン・ゴヌが上陸し、周辺の各地で強風・高潮・大雨による被害。イランで23人が死亡、オマーンで49人が死亡、27人が行方不明に。
- 6月8日～9日 - オーストラリア ニューサウスウェールズ州で暴風雨、洪水や鉄砲水、船の座礁などが相次ぎ、10人が死亡。
- 6月11日 - バングラデシュ南東部で豪雨、落雷やチッタゴンで発生した大規模な地滑りなどで130人以上が死亡・行方不明に。
- 6月14日
  - インド東部のジャールカンド州で雷雨、21人が死亡。
  - 中国華南で低気圧性の暴風雨と長雨が続き、6日からの累計で死者は76人に達した。影響を受けた市民は300万人に上った。
- 6月18日 - インド東部のウェストベンガル州やビハール州で雷雨、16人が死亡。
- 6月19日 - アメリカ合衆国テキサス州で鉄砲水、4人が死亡。
- 下旬 - ヨーロッパ南東部で1週間近く高温が継続、ブルガリアで40℃、ギリシャで46℃など、各地で史上最高気温を観測。ルーマニアでは、首都ブカレストを中心に29人、イタリアで6人、ギリシャ、ルーマニア、クロアチア、ボスニア・ヘルツェゴビナ、トルコの各地で4人など、あわせて50人以上が死亡。イタリア南部・ギリシャ・トルコでは森林火災による被害も。
- 6月20日 - イエメンで熱波、10人が死亡。
- 6月21日～23日 - インド南部の東海岸で豪雨、洪水や鉄砲水により41人が死亡、約5万人が避難。
- 6月24日 - パキスタン南部のカラチで豪雨、強風や洪水により230人以上が死亡。
- 6月25日 - イギリス北部や中部で洪水、3人が死亡。
- 6月26日
  - パキスタン南部にサイクロンYemyinが上陸、洪水などにより21人が死亡、25万人が家を失った。
  - 中国浙江省で雷雨が発生、雷により5人が死亡し、1人が負傷。
- 6月27日 - インド東部で大雨、91人が死亡。

### 7月

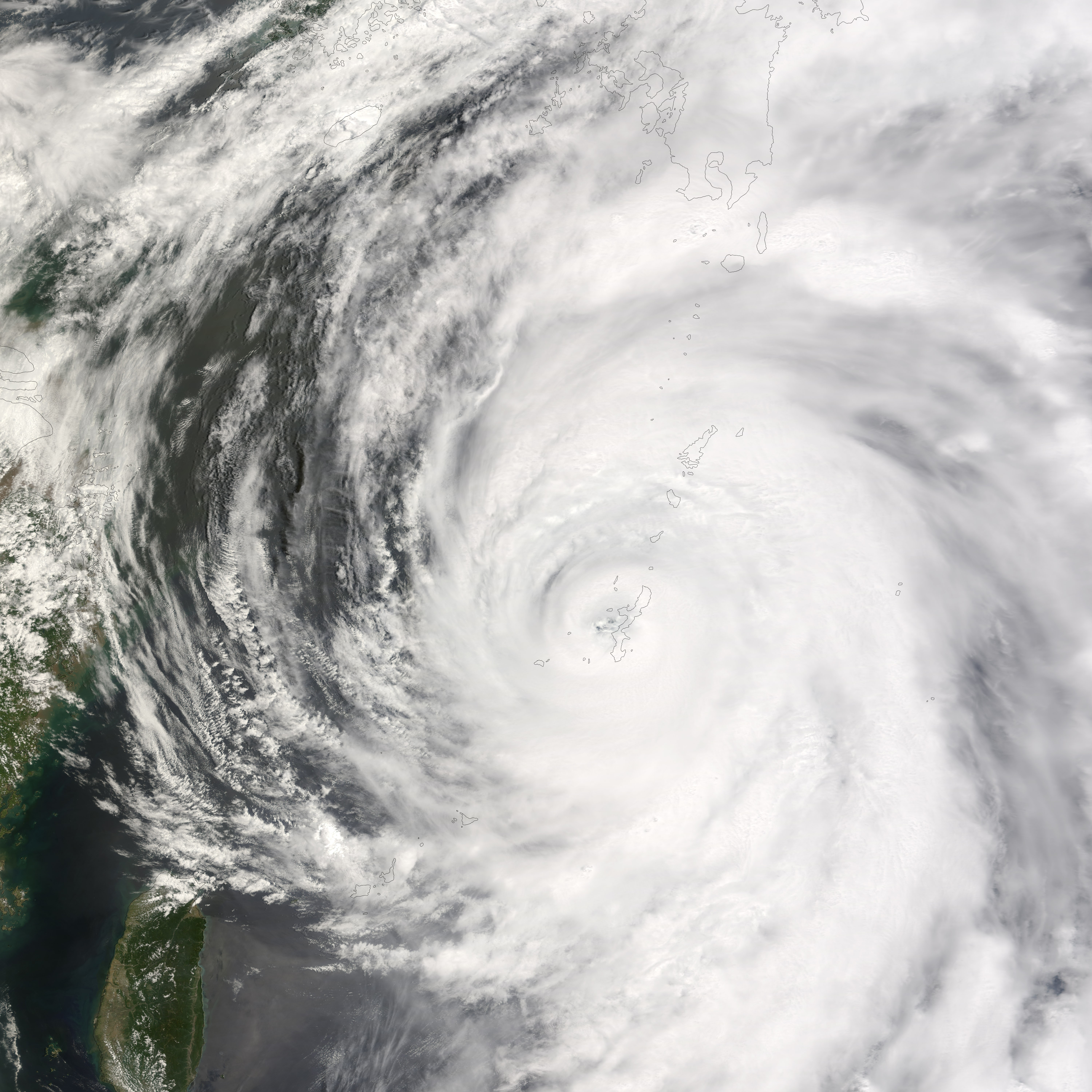
沖縄本島付近を通過する台風4号

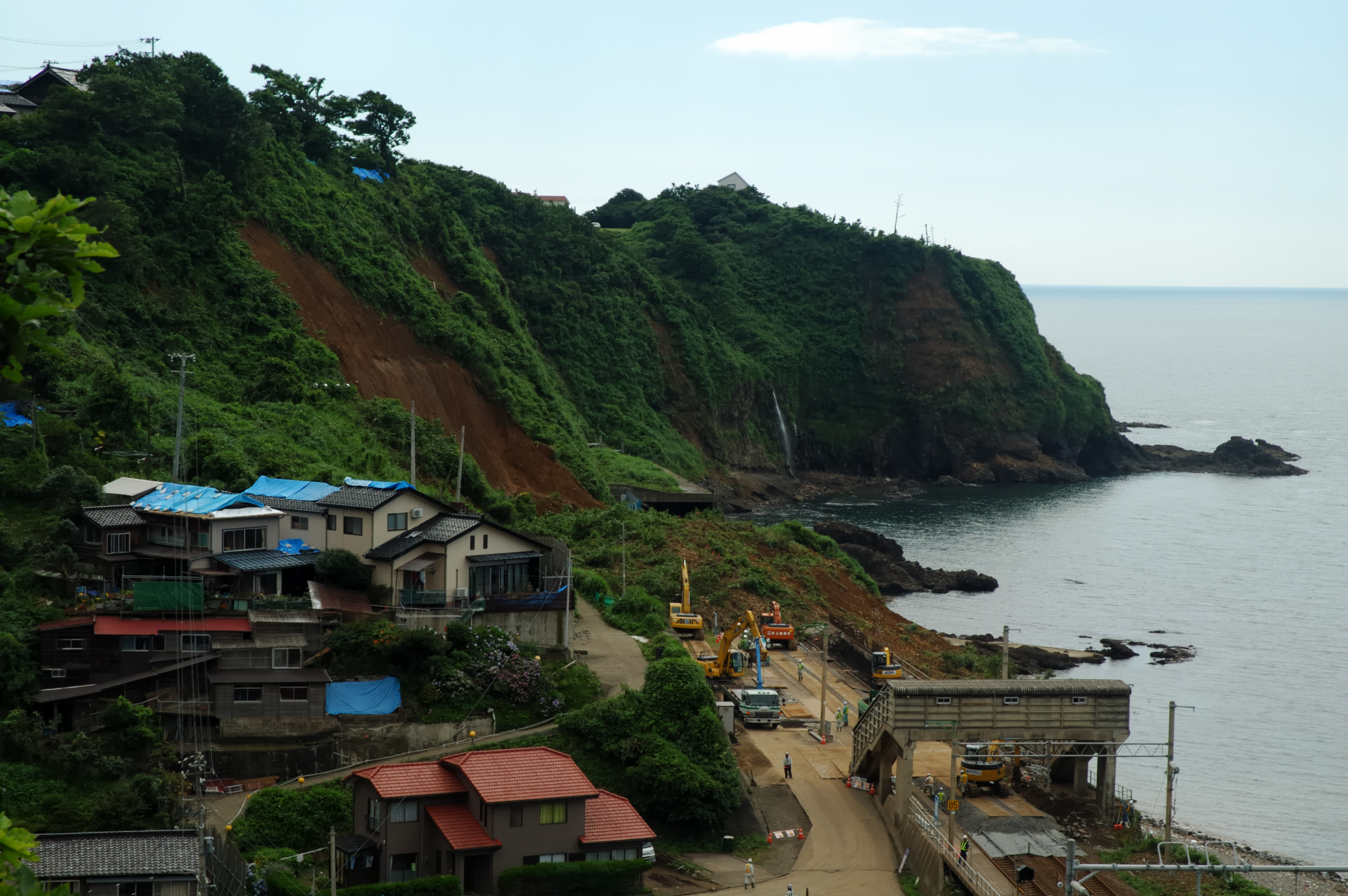
新潟県中越沖地震によるがけ崩れの被害を受けた信越本線の線路と住宅

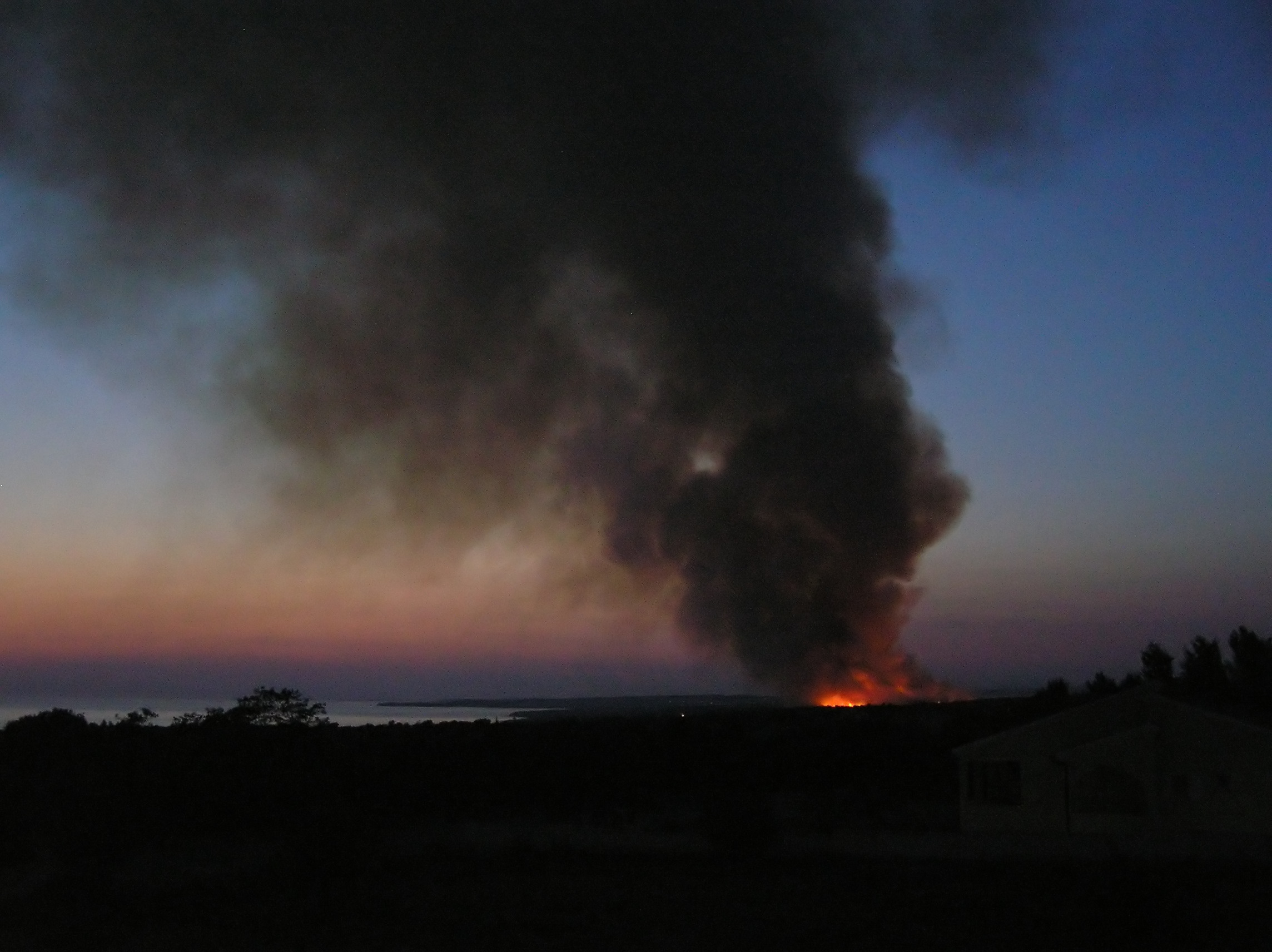
熱波の影響で発生した森林火災、クロアチア、プーラにて

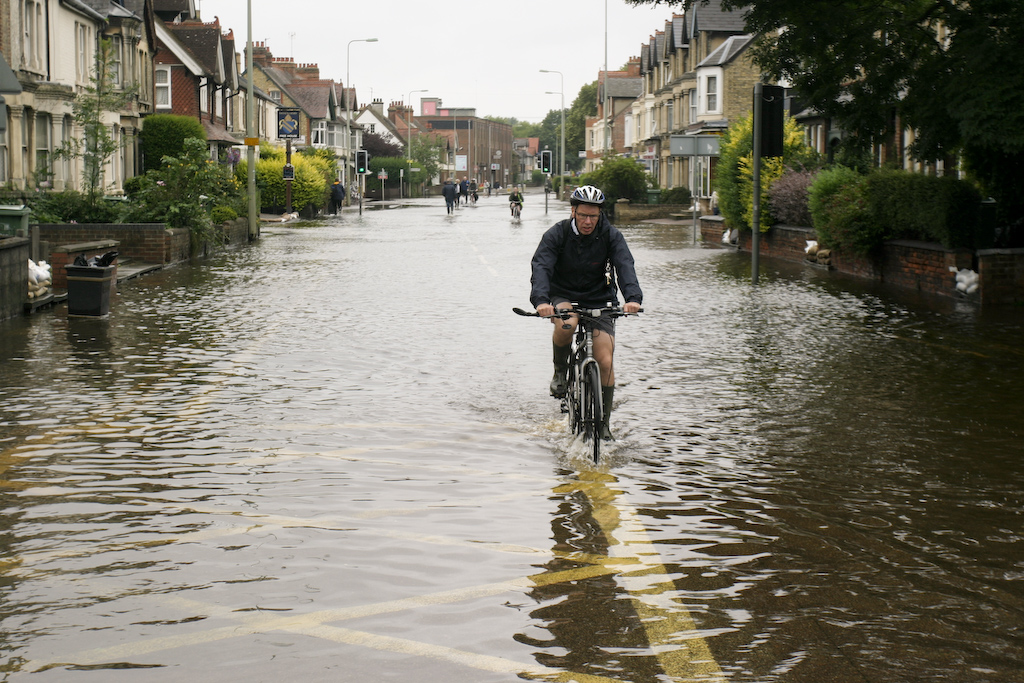
洪水に見舞われたイギリス、オックスフォード、7月26日撮影

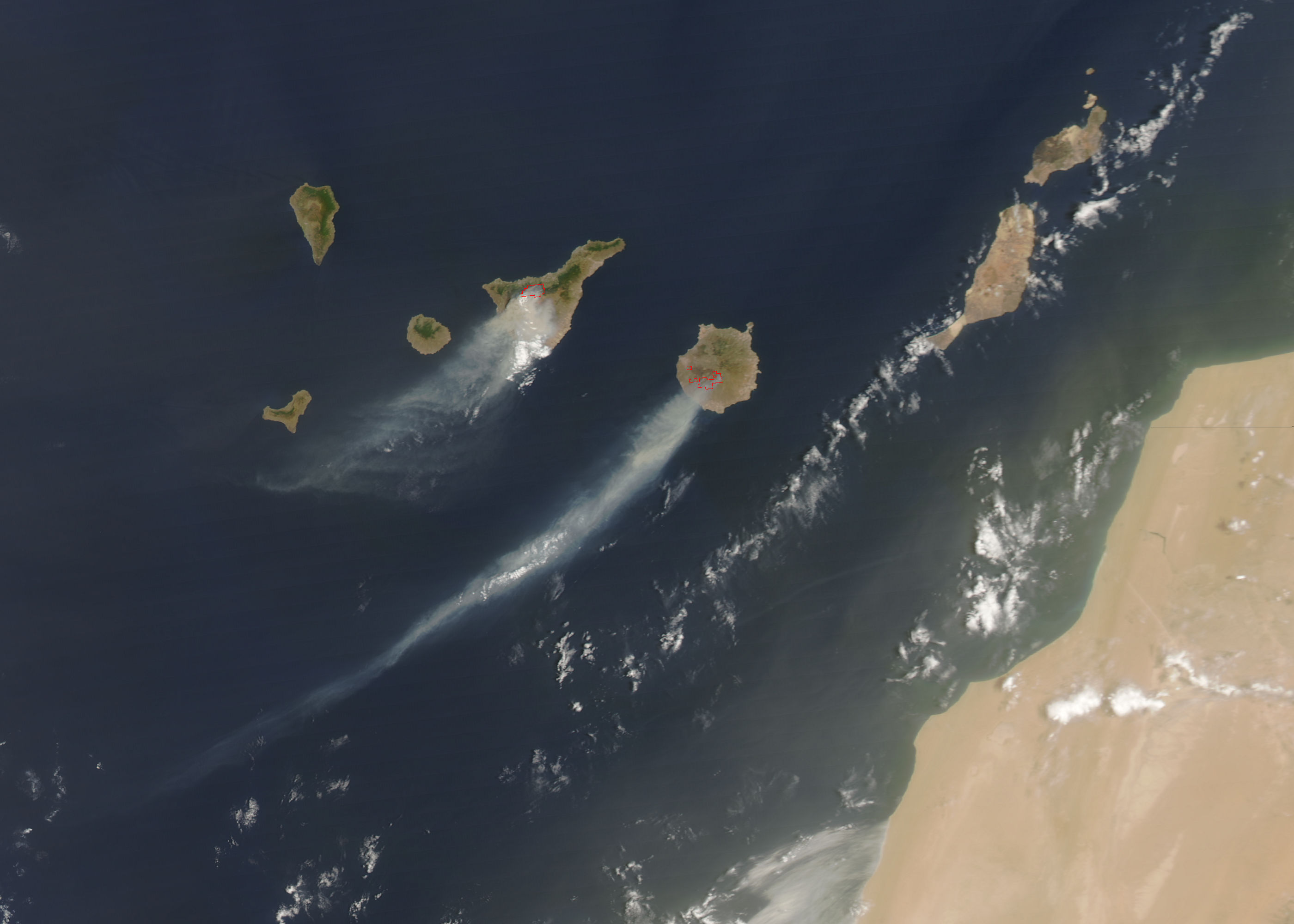
カナリア諸島の森林火災、7月30日

- 上旬 - 中国南部から中南部にかけて大雨、一時100万人以上が避難し、合計130人以上が死亡・行方不明に。
- 7月2日 - パキスタンバローチスターン州で洪水、6つの村を鉄砲水が襲うなどして、30人が死亡、1万人以上が避難。
- 7月3日
  - 中国湖北省で大雨、洪水や土砂崩れにより24人が死亡。
  - ロサンゼルス郊外で、過去12ヶ月間の雨量が過去最低の3.2インチ(81.3mm)を記録するなど、カリフォルニア州の広い範囲で少雨が継続していることがわかった。自治体では森林火災予防のため、外での火の使用を制限するよう呼びかけるなどした。
- 7月5日
  - 中国安徽省で竜巻が発生、14人が死亡、146人が負傷、100件以上の家が被害を受けた。風速は100km/hにも達した。
  - ベトナムで、農作業をしていた5人が雷により死亡。この周辺の地域では、数日前にも雷による死者が出ていた。
- 7月6日 - ニュージーランド北島の南西部で複数の竜巻が発生、強風や雷雨により数百件の家が損壊。
- 7月9日 - ペルー・ボリビア西部・アルゼンチンなどで寒波、ペルーでは55人が死亡。
- 中旬 - スーダンで中部・東部を中心に大雨、洪水などにより約150人が死亡、8,500人以上が家を失った。
- 7月10日 - インドネシア・ハルマヘラ島のガムコノラ山が噴火、8,000人が避難。
- 7月11日
  - フィリピンの金鉱山で集中豪雨により地滑りが発生、5人が死亡。
  - 長期の洪水の影響で、6月下旬以降、中国湖南省では大量のネズミが移動、農作物に大きな被害が出ていることが分かった。移動したネズミは推定20億匹。
- 7月12日 - 中華人民共和国で、華南を中心に発生した今夏の大雨による死者が累計で360人、農地被害400万ヘクタール、住居被害20万軒に達したことがわかった。
- 7月13日～14日 - 台風4号が鹿児島県大隅半島に上陸。沖縄から関東地方を暴風域に巻き込みながら通過。沖縄と九州南部では暴風による被害、西日本～東日本太平洋側の地域を中心に大雨、増水した川に流されるなどして3人が死亡、2人が行方不明に。
- 7月14日～1月15日 - 中国東部で豪雨、洪水により30人が死亡、60万人が家を失った。
- 7月15日 - インドアッサム州東部で洪水、約120の村から4万人以上が避難。
- 7月16日 - M6.8の新潟県中越沖地震が発生、新潟県と長野県で震度6強を観測、死者11人、負傷者約1300人、全壊建物約950棟などの被害が出た。柏崎刈羽原子力発電所では被害は出なかったものの、複数のトラブルが発生した。
- 7月17日 - ハワイで少雨、ホノルルでは今年のこれまでの雨量が2.2インチ(55.9mm)を記録するなどし、山火事が多発している。
- 7月17日～7月23日 - 中国華南や華中、新疆ウイグル自治区で豪雨、150人以上が死亡、4千軒以上が全壊、100万人以上が避難した。
- 7月19日～26日 - ヨーロッパ南東部で再び熱波。
  - ルーマニアでは42℃を記録するなどし、30人が死亡、自然火災が多発、レールの変形による事故を防止するため列車は速度制限を課すなどした。
  - ブルガリアのサンダンスキーで44.6℃、セルビアのチュプリカでも44.6℃、イタリアのバーリで45.6℃、ギリシャやトルコでは46℃を記録。
  - 熱中症や暑さに起因する病気で病院に運ばれる人が急増し、ルーマニアでは19,000人に上った。ハンガリーでは推定ながら死者約500人、確認されているものではオーストリアで5人、イタリアで4人、マケドニア共和国とギリシャで2人が死亡した。
  - ブルガリア、ボスニア・ヘルツェゴビナ、セルビア、イタリアを中心に山火事が拡大。
- 7月20日 - 中華人民共和国全土で、雷による死者が今年初めからの累計で282人に達した。このうち100人近くが今月死亡している。
- 7月20日～25日 - イギリスで大雨、中南部を中心に洪水が発生し、14万世帯以上が浸水、各地で停電や断水も発生。
- 7月21日～23日 - バングラデシュ北部で大雨、15人以上が死亡、約50万人が洪水の中で孤立。
- 7月22日 - タジキスタン北部でM5.5の地震、豪雨により地盤が緩んでいたため地滑りが発生し、14人が死亡した。また、同日同国中部で起きた地震により、1,200軒以上の家が被害を受け、3人が死亡した。
- 7月23日 - インドネシアスラウェシ島で集中豪雨、16,000人が避難、地すべりなどにより7人が死亡、数名が行方不明。
- 7月24日
  - アラブ首長国連邦で熱波、ドバイで史上2番目に高い45℃、アルアインやアブダビでは46℃を記録。
  - モルドバの8割の地域で深刻な旱魃が発生していることがわかった。2006年の少雨に続いて、過去3ヶ月間の熱波により降水量が平年の半分となるなどし、農業に影響が及んでいるため、穀物やパンなどの価格が高騰している。
- 7月27日 - 西領カナリア諸島のグラン・カナリア島とテネリフェ島で大規模な森林火災、2万ヘクタール以上が消失し、8月3日ごろ鎮火した。一時1万人以上が避難した。
- 7月28日～30日 - インド東部、ネパール、バングラデシュで大雨、100人以上が死亡。
- 7月30日 - 日本の東海地方や関東地方で豪雨、静岡県島田市で1時間降水量110mmを記録。

### 8月

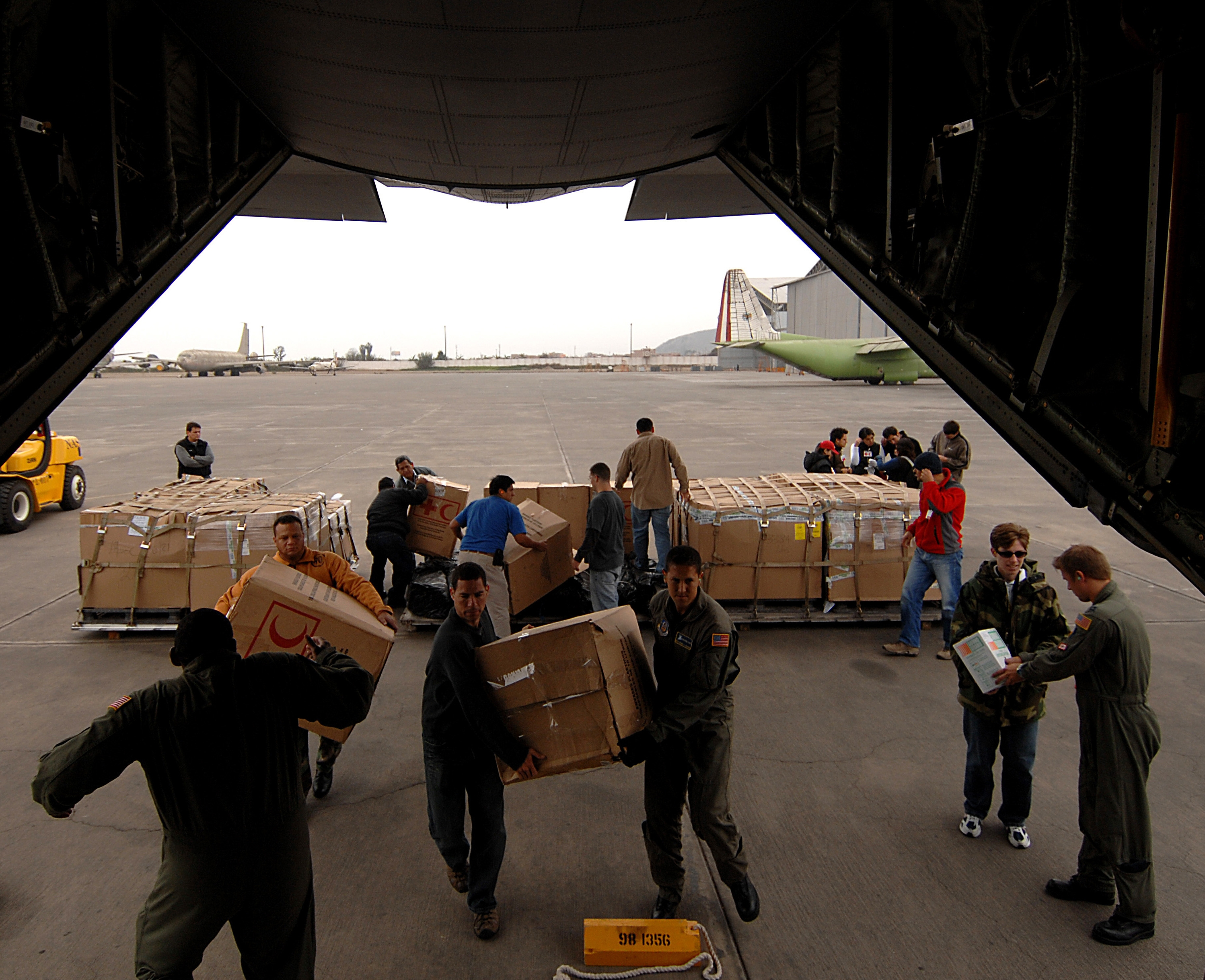
ペルー沖の地震の被災地への救援物資、リマにて

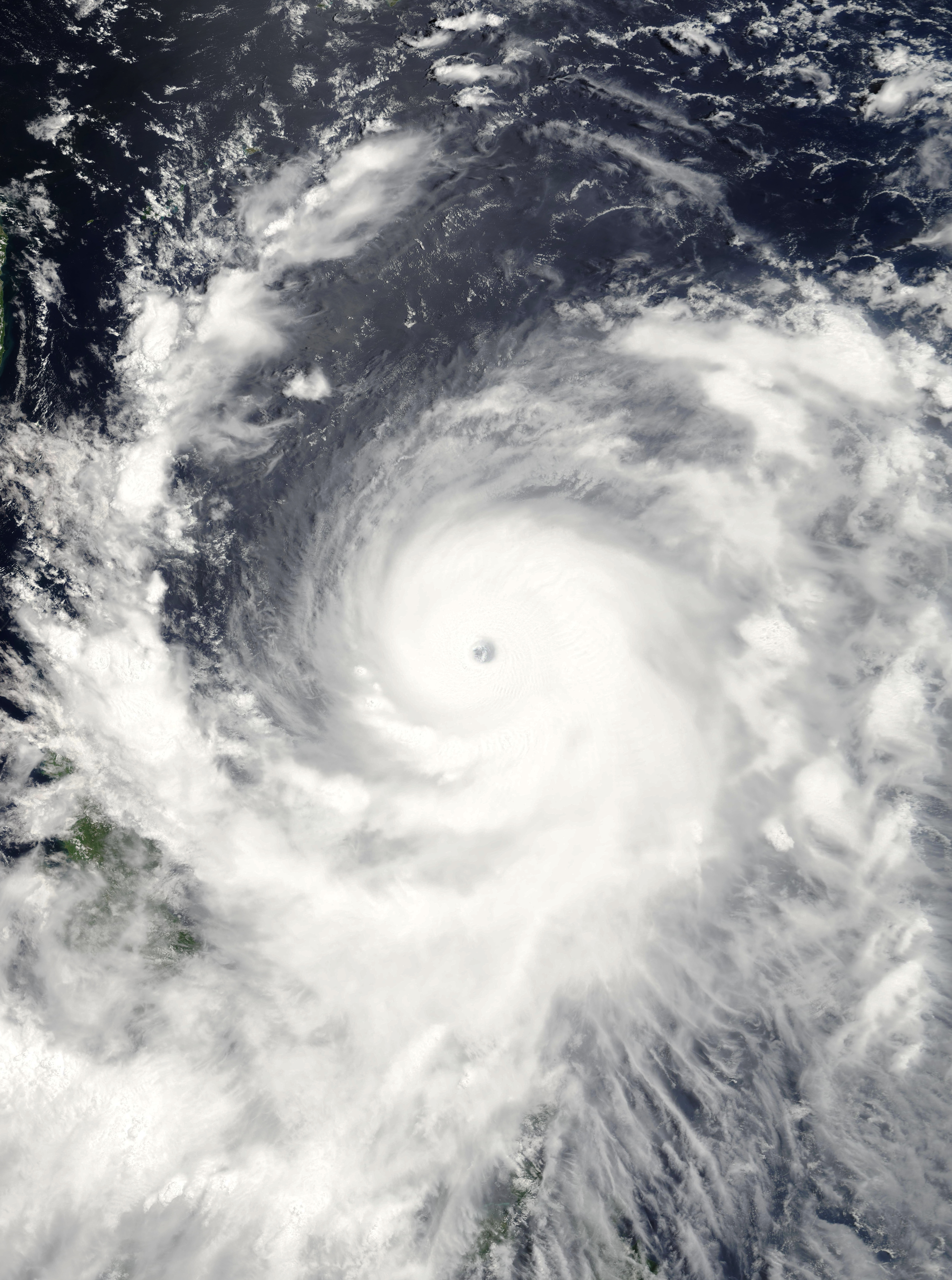
フィリピン・ルソン島沖に接近する台風8号

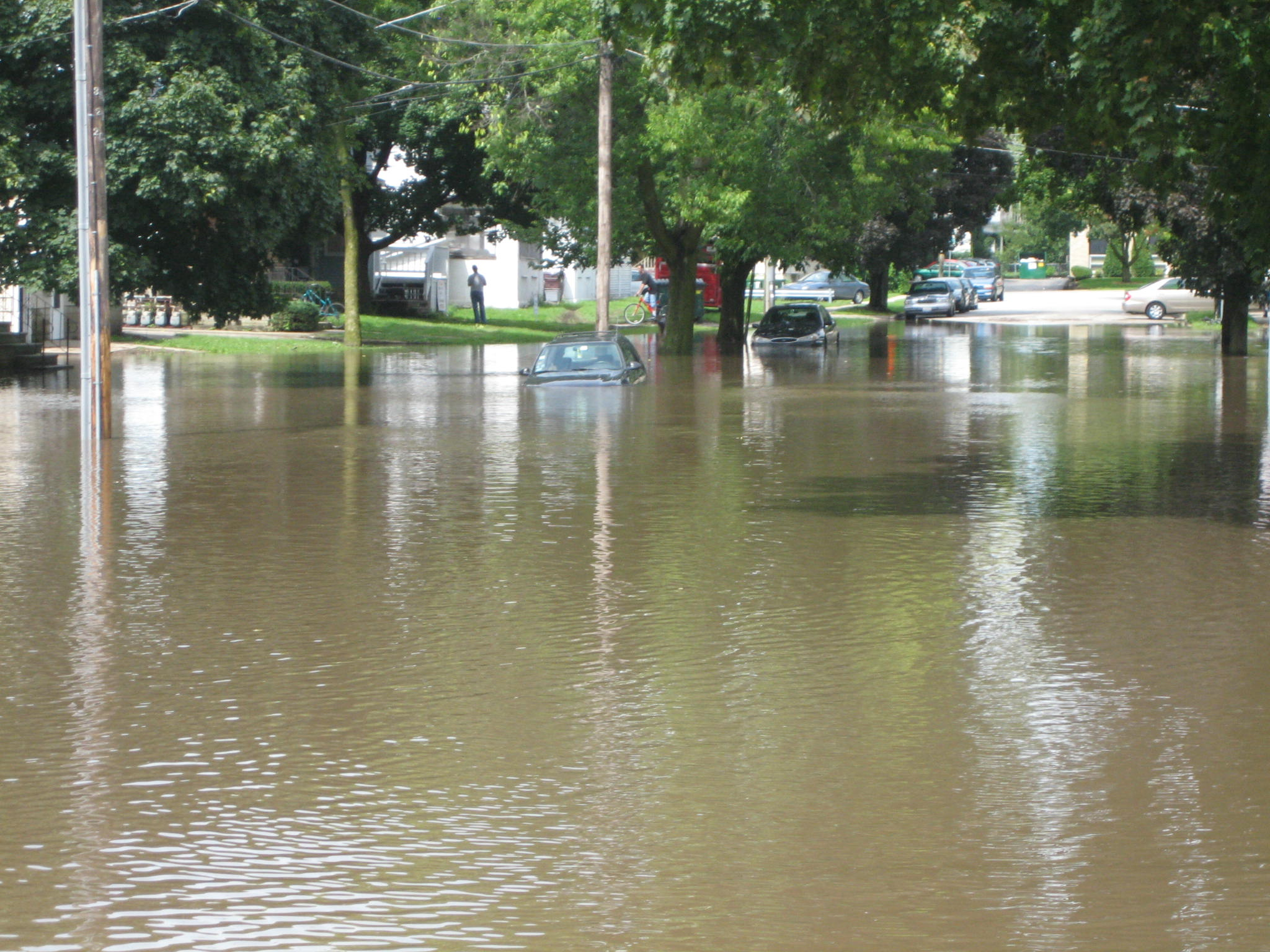
洪水により冠水した道路、アメリカ・イリノイ州

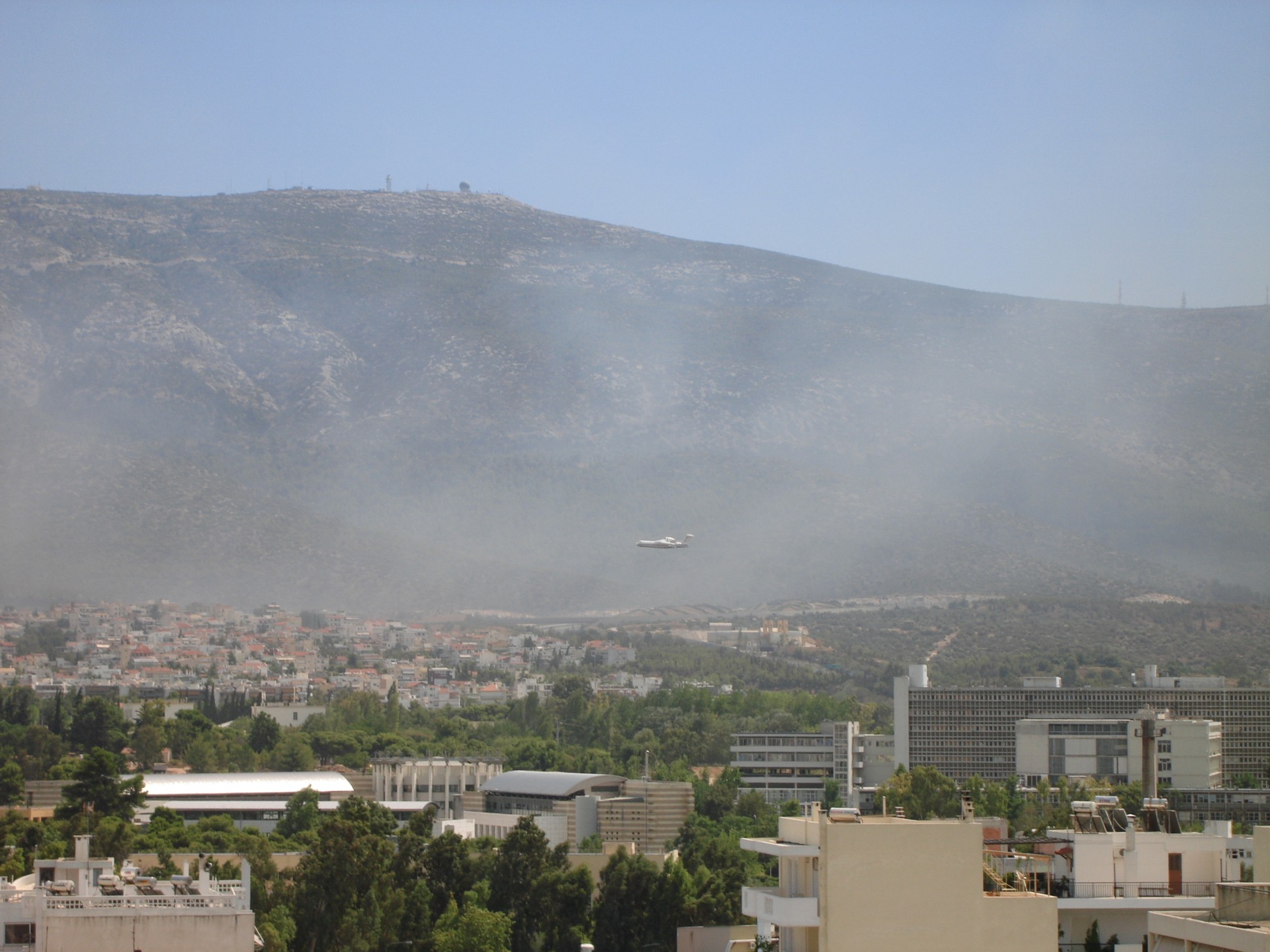
ギリシャの森林火災と消火活動をするロシアのヘリコプター、アテネ近郊にて、8月25日。

- 上旬 - 7月下旬からインド・ネパール・バングラデシュの各地で豪雨が続き、150人以上が死亡・行方不明に。自宅から避難した住民は1千万人以上に達したほか、ユニセフの推計では被害を受けた人は2千万人を超えている。
- 8月1日 - バヌアツ| [icon] | この節の加筆が望まれています。 |
- 8月2日
  - ロシアサハリン南西沿岸部でM6.8の地震、ネベリスク市（本斗）を中心に被害、2人が死亡。
  - 台風5号が宮崎県に上陸、九州・中国・日本海南部・東北・北海道南部を通過した。高波などにより7人が死亡、2人が行方不明となった。
- 8月6日～18日 - アメリカ中西部や南部で熱波、少なくとも49人が死亡。
- 8月7日～13日 - 北朝鮮で豪雨、洪水などにより約600人が死亡、30万人が家を失い、農地10万ヘクタールが浸水するなどし、飢饉の拡大が懸念されている。
- 8月8日 - ベトナム中部で台風6号の影響による豪雨、50,000世帯が浸水、洪水により40人以上が死亡し、15人が行方不明になった。
- 8月9日
  - チリ中南部で寒波、10人が死亡、農業被害は1億5千万ドルに達した。
  - フィリピン北部に台風7号が上陸、大雨により洪水や地滑りが発生し、3人が死亡、13人が行方不明となった。
- 中旬 - 日本本土各地で猛暑、16日には岐阜県多治見市と埼玉県熊谷市で国内史上最高となる40.9℃を記録、熱中症により少なくとも15人以上が死亡した。関東地方では柏崎原発停止の影響で電力供給が危機的となった。
- 8月10日 - ケニア西部の村で大雨による地すべり、9人以上が死亡。
- 8月11日～13日 - パキスタン南部で豪雨、シンド州で51人が死亡。
- 8月14日 - インド東部で大雨、洪水と地すべりにより63人が死亡。
- 8月15日
  - パキスタンで強風を伴った大雨、鉄砲水により4人が死亡。
  - M8.0のペルー地震 (2007年)が発生、イカ州を中心に建物の倒壊などによる被害、死者約500人。
- 8月16日 - 岐阜県多治見市と埼玉県熊谷市で国内史上最高となる40.9℃の強烈な暑さを記録。1933年7月の山形市の40.8℃の記録を74年ぶりに更新した。
- 8月17日 - 中国山東省で、大雨による鉄砲水が発生し、炭鉱が浸水。作業員181人以上が生き埋めとなった。23日の段階で作業員の安否は絶望的と発表された。
- 8月18日～20日 - 台風8号が台湾と中国南東部を通過、地すべりや突風などにより40人が死亡、洪水による農地の浸水や停電などの被害も。
- 下旬
  - 上旬から続く高温の影響で、アメリカ合衆国ミズーリ州ではセントルイスを中心に10人が死亡。
  - エチオピアで洪水、10万人以上が家を失い、感染症により17人以上が死亡。
  - 高温と乾燥により、ギリシャでは森林火災が拡大、60人以上が死亡した。
- 8月20日～23日 - ハリケーン・ディーンがカリブ海からメキシコ西部を通過、大雨や暴風雨により25人が死亡した。
- 8月22日
  - ポーランドで嵐により船が転覆、5人が死亡、8人が行方不明に。
  - ～23日 アメリカ中西部から中部にかけての地域で嵐による荒天、暴風雨や洪水により30人が死亡。
- 8月23日 - パキスタンハイデラバードで大雨、4人が死亡、市の広範囲で丸1日以上にわたって停電した。
- 8月26日
  - ウガンダでは7月の大雨による交通網の遮断で、6つの地区の約5万人が周囲から孤立していることが分かった。感染症などへの懸念が広がっている。
  - 中国雲南省で、大雨により洪水や地すべりが発生、14人が死亡、6人が行方不明になった。
- 8月28日 - アジア、オセアニア、南北アメリカの各地で皆既月食。
- 8月29日～9月5日 - アメリカ合衆国カリフォルニア州南部で熱波、熱中症などで25人が死亡したほか、地域的な停電も発生した。
- 8月30日 - スーダンで続く大雨と洪水による死者が101人に達した。負傷者は約280人、数千人が家を失っている。

### 9月

上陸したハリケーン・フェリックス、9/4 10:10(UTC)

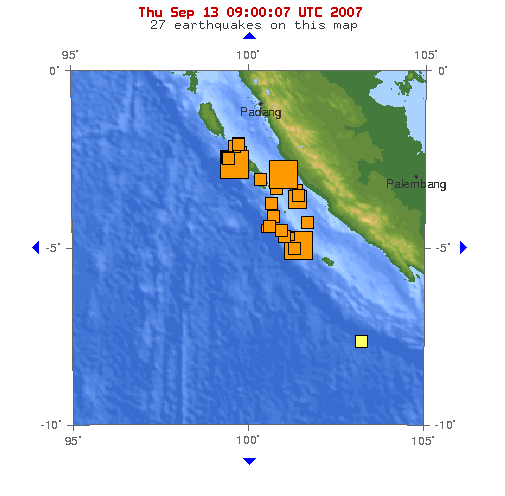
スマトラ島沖の地震の震源図

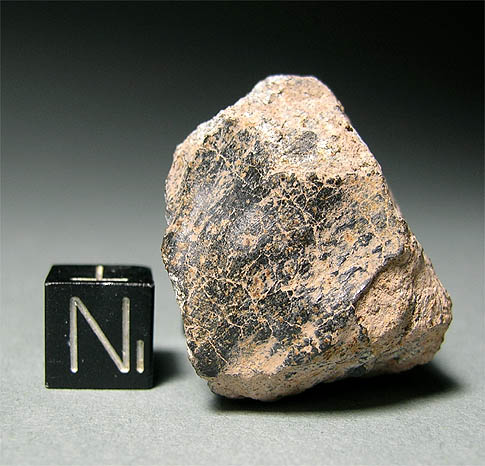
ペルー南部に落下した隕石

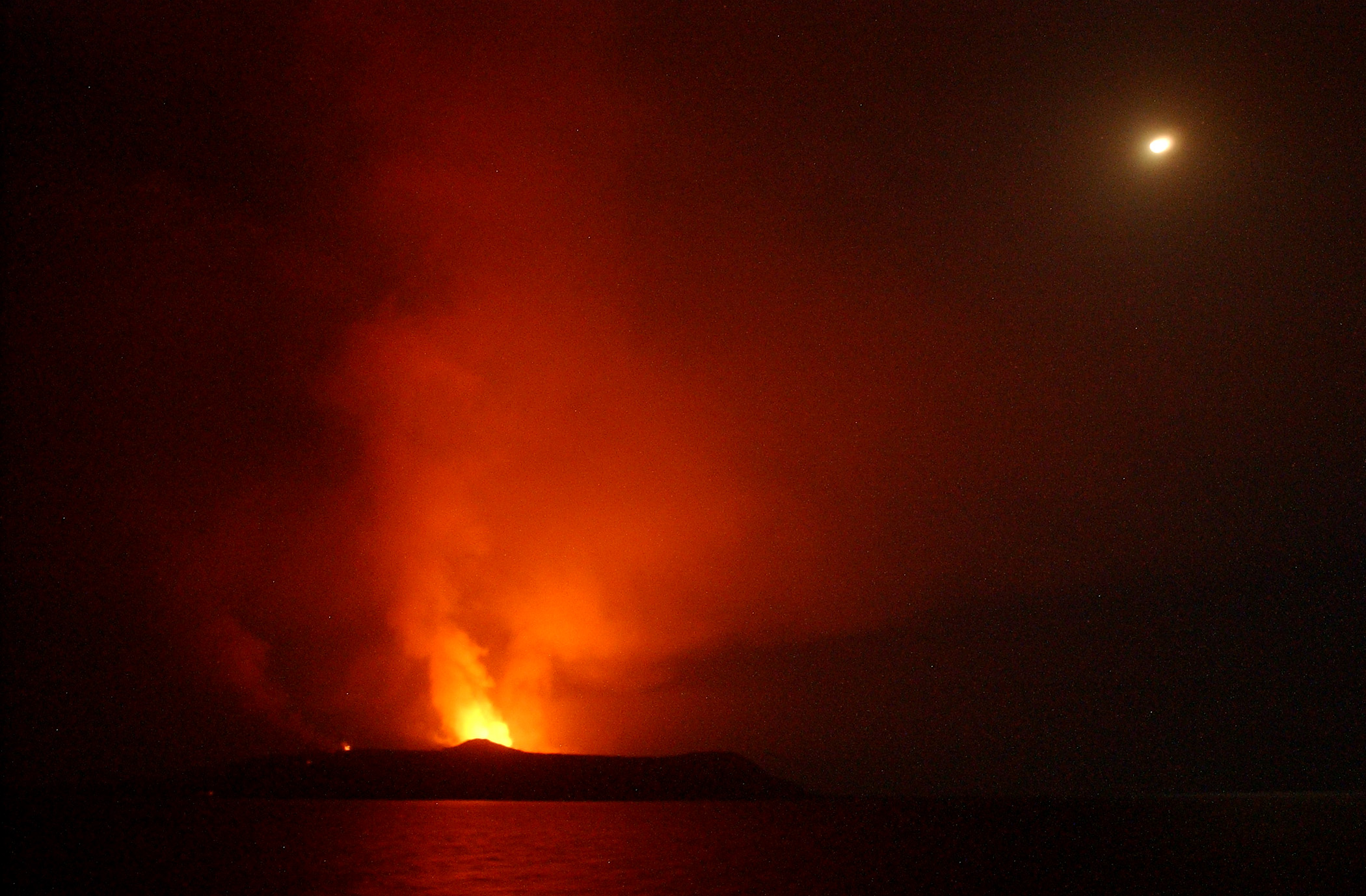
Jabal al-Tair島の噴火

- 上旬 - ベトナム北部で大雨、2人が死亡、トゥインクワン省では100haの農地、バッカン省では省内の水田の7割が被害を受けるなどした。
- 9月1日
  - ガーナ北東部で洪水、500人以上が家を失い、6人が死亡。
  - メキシコアカプルコで大雨による崩落が発生、6人が死亡。
- 9月2日 - ソロモン諸島のサンタクルーズ諸島近海でM7.2の地震。
- 9月4日
  - スーダンの大雨で、新たに発生した鉄砲水により8人が死亡。
  - ハリケーン・フェリックスがニカラグア・ホンジュラス国境付近に上陸、カリブ諸島や中米で合わせて130人以上が死亡した。またほぼ同時期にハリケーン・ヘンリエットがメキシコ南西岸を通過し、9人が死亡した。ニカラグアでは農地への被害に伴う飢饉の発生が懸念されている。
  - 西アフリカ10カ国で洪水、ナイジェリアでは100以上の村が被害を受け、68人が死亡したほか、トーゴで17人、モーリタニアで2人がそれぞれ死亡し、合わせて10万人以上が家を失った。農地への被害もあり、国際赤十字は22万ユーロ余りの支援を計画している。
- 9月6日 - ルーマニア東部で洪水、4人が死亡。
- 9月7日～8日 - 日本の東海・関東地方から東北地方・北海道を台風9号が通過、2人が死亡、約50人が負傷したほか、増水した川に取り残された人の救助も相次ぎ、交通も大幅に乱れた。
- 9月10日～12日 - タイ北部ペッチャブーン県で大雨、600件以上の家が被害を受け、洪水や地すべりにより5人が死亡。
- 9月12日 - インドネシアスマトラ島南西沖でM8.4のスマトラ島沖地震発生。同日M7.9の余震も発生。死者約20人、津波が発生したものの被害はなかった。
- 9月12日～14日 - ルワンダ北部で大雨、洪水により1,000人が家を失い、死者は15人に達した。
- 9月13日 - トーゴ北部の洪水による死者は20人に達し、家を失った人は34,000人を超えた。
- 9月14日 - ウガンダで続く長雨により、家を失った人は15万人、農地に被害を受けた人は25万人に達した。
- 9月15日
  - 台風11号が沖縄県久米島を通過、最大瞬間風速62.8m/sを記録するなどし、暴風により被害が発生。
  - 欧州宇宙機関は、北極海の氷が縮小したことにより大西洋と太平洋を繋ぐ「北西航路」が開いたことが観測されたと発表。衛星による観測を始めて以来の出来事。
  - ペルー南部で火球が目撃され、直後の現地時間11時45分ごろにはプーノ県カランカス村に隕石が落下。広範囲で振動が感じられ地震計にも観測され、破片落下による被害のほか、複数の住民が頭痛などの健康被害を訴えた。健康被害の原因としては、隕石衝突時の衝撃と高温により隕石内や地下の硫黄やヒ素などが有毒物質となって蒸発・飛散したことが考えられているが、重傷者は出ていない[2]
- 9月16日
  - インド北東部やバングラデシュで洪水、この日までに29人が死亡。
- 台風11号が韓国を通過、死者・行方不明者は20人に達した。
- 9月17日 - ウガンダ西部で雷雨、雷により7人が死亡、7人が怪我をした。
- 9月18日
  - インド南部カルナータカ州で洪水、救助隊員1人を含む5人が死亡。またアーンドラ・プラデーシュ州でも大雨、21人が死亡。
  - スロベニア北部で大雨、洪水や地すべりにより2人が死亡、4人が行方不明に。
- 9月19日～20日 - 中国東部を台風12号が通過、車の転落や家屋の倒壊などにより7人が死亡、3人が行方不明に。また、日本の東北地方では台風の影響を受けて豪雨となり、3人が死亡・行方不明となった。
- 9月23日 - インド・カルカッタで集中豪雨、洪水と電線の切断による感電などにより5人が死亡。
- 9月25日 - ニュージーランド北島のルアペフ山が噴火、登山客ら3人が負傷。
- 9月26日 - インドビハール州で大雨、家屋の倒壊などにより8人が死亡。
- 9月27日
  - ブルキナファソで、7月以降続く洪水による死者が33人に達した。
  - ハリケーンLorenzoがメキシコ東部に上陸、990hPaと勢力は弱かったものの大雨をもたらし、洪水や地すべりにより6人が死亡した。
- 9月29日 - 3日間続いた大雨によりネパールで洪水が発生、4人が死亡。
- 9月30日
  - ニュージーランド南方沖でM7.6の地震。
  - イエメン沖の火山島、Jabal al-Tair島の火山が噴火、兵士8人が死亡・行方不明に。

### 10月

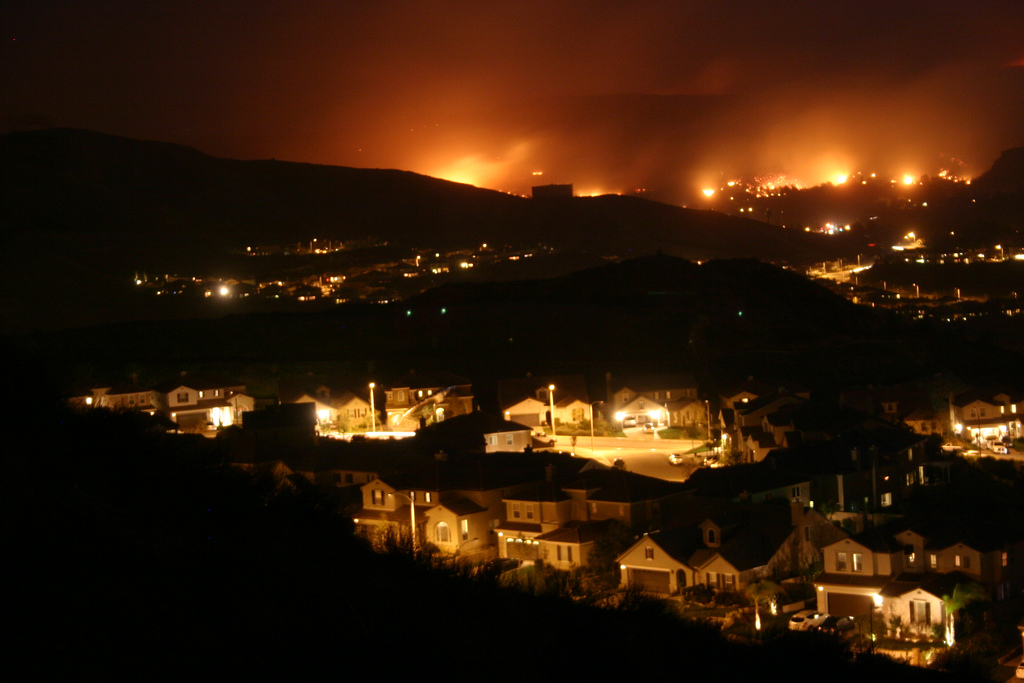
山林火災に見舞われた住宅街、カリフォルニア州サンタクララ

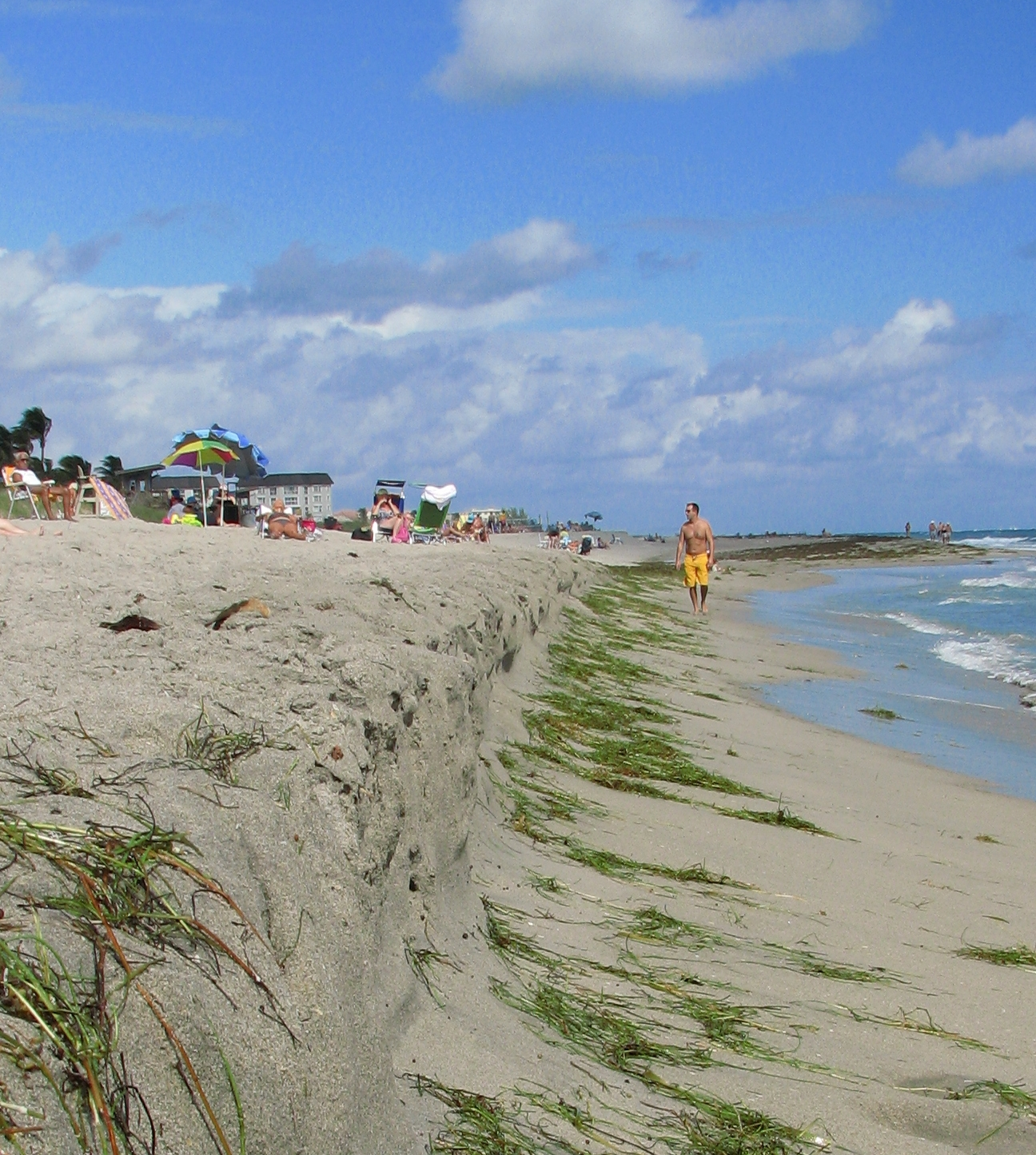
ハリケーン・ノエルによる波の影響で、根こそぎ削られてしまった砂浜、アメリカ・フロリダ州

- 10月1日 - 未明、神奈川県西部でマグニチュード4.9、最大震度5強（箱根町）の地震が発生。震源地の詳細は相模湾北西部（北緯35.2度・東経139.1度）であり、関東大震災とほぼ同地域である。奇しくも、緊急地震速報の一般向け情報提供開始の数時間前のことであった。
- 10月2日 - インド アーンドラ・プラデーシュ州で大雨、鉄砲水や洪水により合わせて20人が死亡。
- 10月3日 - 台風14号がベトナムに上陸、3人が死亡。9月30日には、台風の影響を受けてフィリピンで大雨となり、地滑りや洪水が発生し9人が死亡している。また、ベトナムでは台風の通過後も荒天が続き、死者・行方不明者は80人以上に達した。
- 10月6日 - 台風15号が先島諸島・台湾・華中を通過。台湾で5人が死亡。
- 10月8日
  - インド アーンドラ・プラデーシュ州で大雨、9人が死亡、5,000ヘクタール以上の農地に被害。
  - タイ北部で洪水、1,000軒以上の家が浸水し、3人が死亡。
- 10月11日 - 2日間続く大雨により、コスタリカで6人が死亡、15人が行方不明に。
- 10月12日 - パプアニューギニア西部山岳州の広範囲で、嵐により強風やココナッツ大の雹に見舞われ、農産物に被害。
- 10月13日 - チュニジア北部で大雨、洪水により車が流されるなどして8人が死亡、8人が行方不明に。
- 10月14日 - タイ スラートターニー県の国立公園内にある洞窟で鉄砲水が発生、1人は救助されたものの、ヨーロッパからの観光客や地元ガイドら8人が死亡した。
- 10月16日 - バングラデシュ南部で嵐による集中豪雨と突風が発生、18人が死亡、約20の漁船が遭難した。
- 10月17日 - ベトナム中部で4日間に渡る大雨、5人が死亡、2人が行方不明となり、一時30,000人以上が避難した。
- 下旬 - アメリカ カリフォルニア州南部で再び山林火災、一時50万人以上が避難し、2,300件以上の家が焼失、14人が死亡した。
- 10月24日 - ホームズ彗星が大バーストを起こした。
- 10月25日 - インドネシア スラウェシ島のソプタン山が噴火。
- 10月26日
  - ブラジル リオデジャネイロで数日間続いた大雨により、6人が死亡、500人以上が家を失った。
  - コンゴ民主共和国のキンシャサなど広範囲で3日間の大雨、洪水や地滑りにより少なくとも30人以上が死亡した。
- 10月27日 - ベトナム中部で再び大雨、5人が死亡。
- 10月27日～11月2日 - ハリケーン・ノエルが西インド諸島各国を通過、イスパニョーラ島やキューバなど各地で洪水が発生、ドミニカ共和国やハイチを中心に150人以上が死亡した。また、アメリカ北東部やカナダ東部では温帯低気圧となったノエルの影響で嵐となった。
- 10月29日
  - インド アーンドラ・プラデーシュ州で大雨、鉄砲水などにより11人が死亡。
  - フィリピン ビコル地方で大雨、洪水や地すべりにより20人以上が死亡。
- 10月29日～11月上旬 - タバスコ州を中心にメキシコ南部の広範囲で洪水、19人以上が死亡、冠水が10日以上続く地域もあり、一時100万人以上が避難するなど、甚大な被害が出た。

### 11月

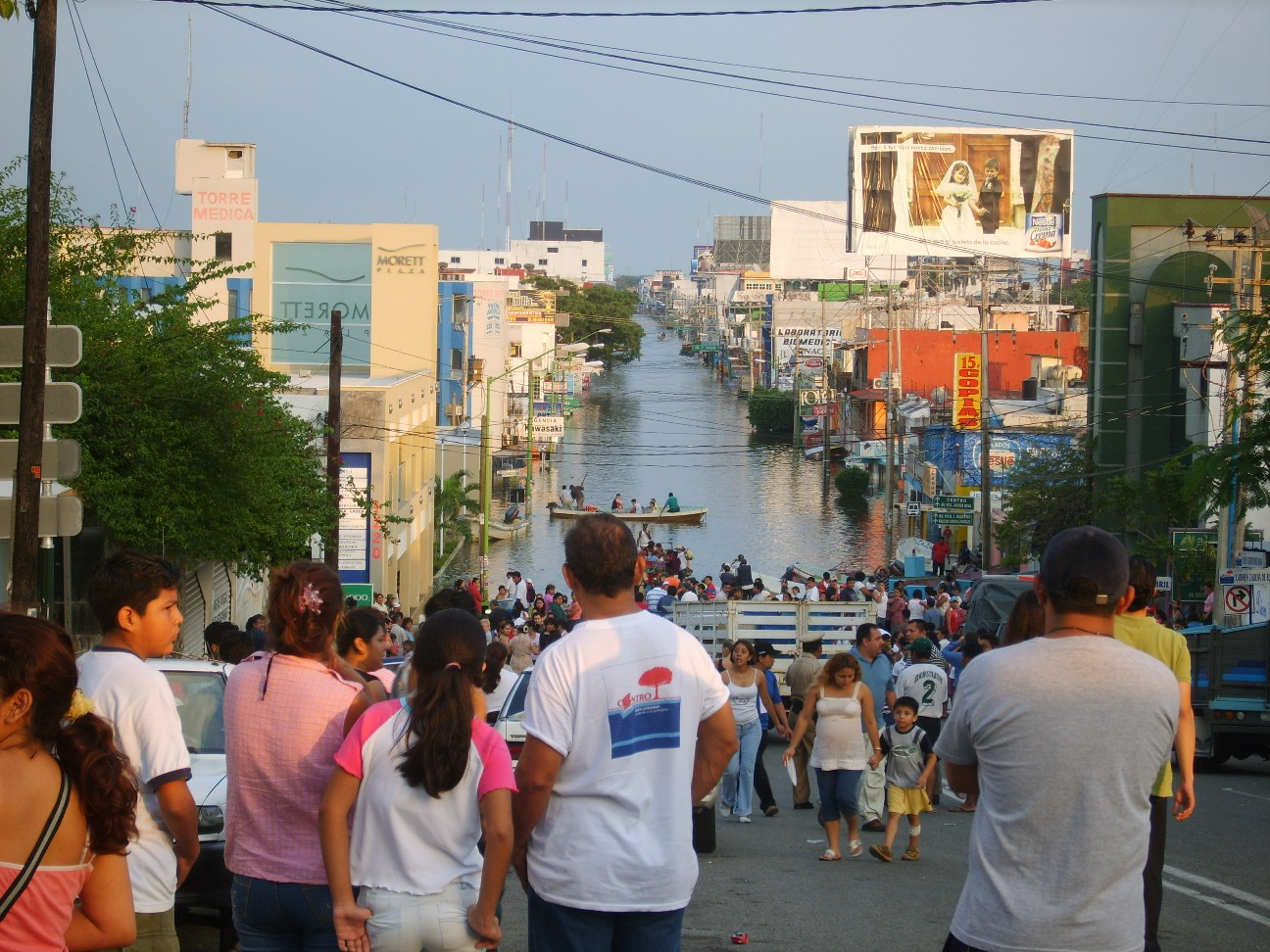
洪水に見舞われ、水没したビラエルモッサ（メキシコ・タバスコ州）の町

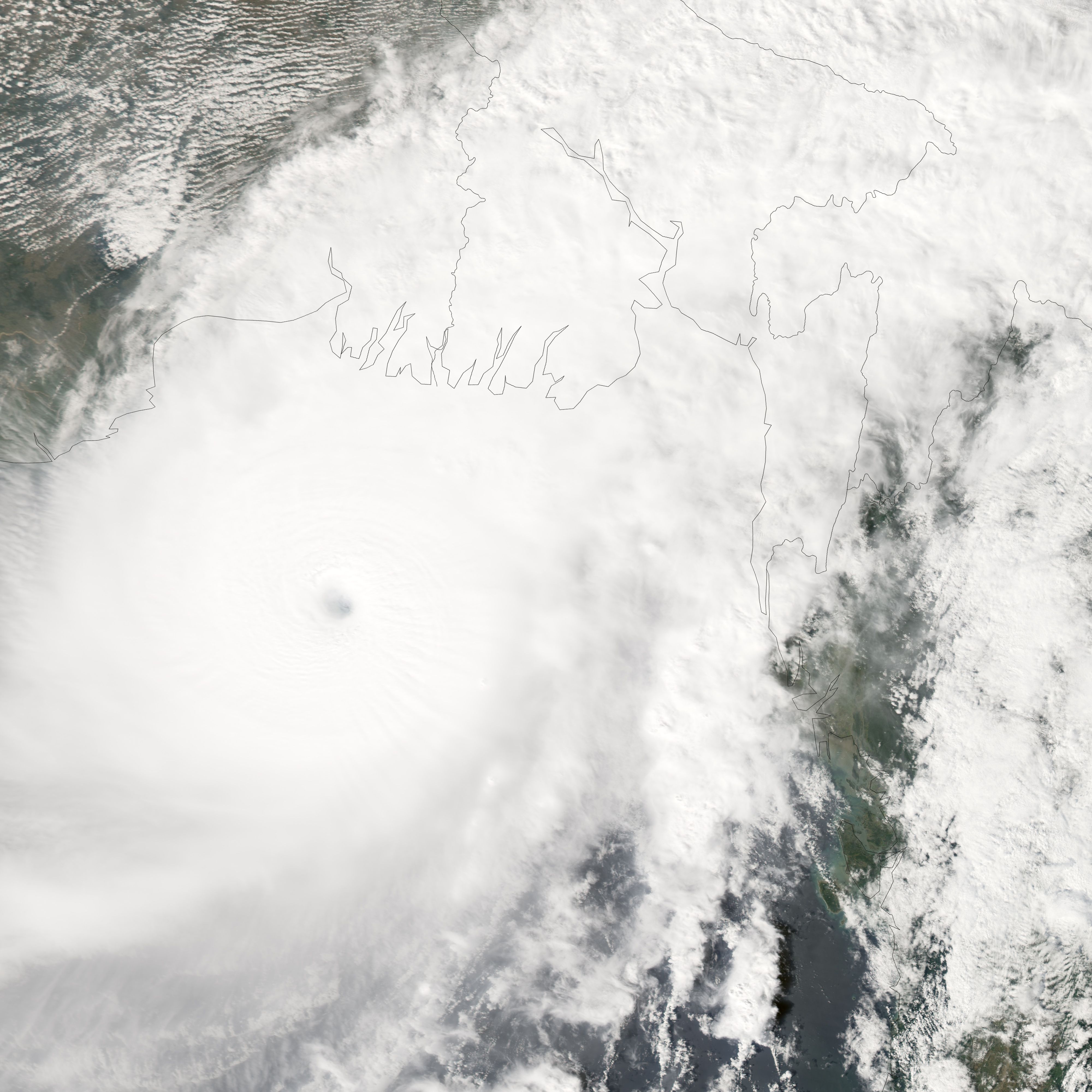
記録的な被害をもたらしたサイクロン・シドル

- 11月1日 - ベトナム中部で断続的に続く大雨による死者が100人以上に達した。
- 11月1日～2日 - インド マハーラーシュトラ州で雷雨、雷などにより17人が死亡、農作物にも大きな被害が出た。
- 11月3日 - インドネシア ジャワ島のクルド山が噴火、
- 11月4日～8日 - ソマリア北東部で洪水、鉄砲水などにより3人が死亡、18人が行方不明に。
- 11月11日～13日 - ヨーロッパ中部から南東部で冬の嵐、オーストリアで記録的な大雪、黒海では10隻近くの船が沈没・破損し3人が死亡、原油などの流出により魚や海鳥にも被害が出た。
- 11月14日 - チリ北部アントファガスタ州付近でM7.7の地震、2人が死亡。
- 11月14日～19日 - サイクロンGubaがパプアニューギニアを直撃、洪水などにより170人以上が死亡、被害額は約100億円に達した。
- 11月15日
  - 中国では、この年に長江流域で起きた洪水による死者が600人、影響を受けたのは9000万人に達したと報じられた。
  - ベトナム中部の大雨で、ここ数日の雨により新たに36人が死亡。総降水量が1,400mmを越える地域もあるほか、60,000軒が依然水没、30万人が影響を受け、食糧不足などが深刻化している。
- 11月16日 - サイクロン・シドルがバングラデシュに上陸、バングラデシュやインドのウェストベンガル州などで洪水が発生し、約3,000人以上が死亡する甚大な被害。
- 11月19日 - 3日間続く雨により、フィリピン北スリガオ州で地滑りが発生、7人が死亡した。
- 11月下旬 - 日本列島に寒気が南下。山陰地方から北の日本海側で初雪を観測し、初霜と初氷は九州地方まで観測された。東北地方から東日本の山地や内陸部では例年より早い大雪に見舞われた。
- 11月23日 - 寒波の影響で北海道十勝岳で雪崩。11人が巻き込まれ4人が死亡。
- 11月24日～27日 - 台風23号がフィリピン・台湾を通過、フィリピンでは洪水などにより12人が死亡した。
- 11月24日～28日 - アルジェリアで大雨による洪水、11人が死亡。
- 11月26日
  - インドネシアスンバワ島付近でM6.7の地震、3人が死亡。
  - エクアドルのトゥングラワ山の火山活動が活発化、翌月5日には噴煙を上げる。
- 11月29日 - カリブ諸島東部、フランス海外県マルティニーク近海でM7.4の深発地震、1人が死亡。

### 12月

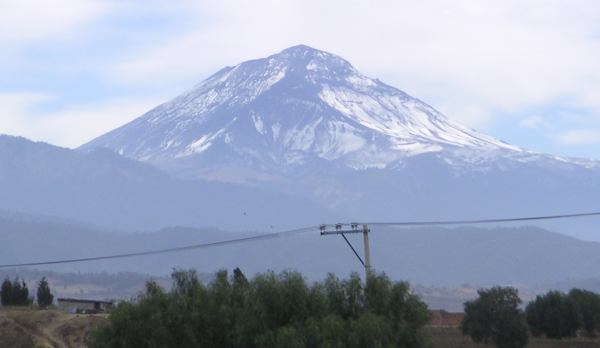
ポポカテペトル山（2004年1月撮影）

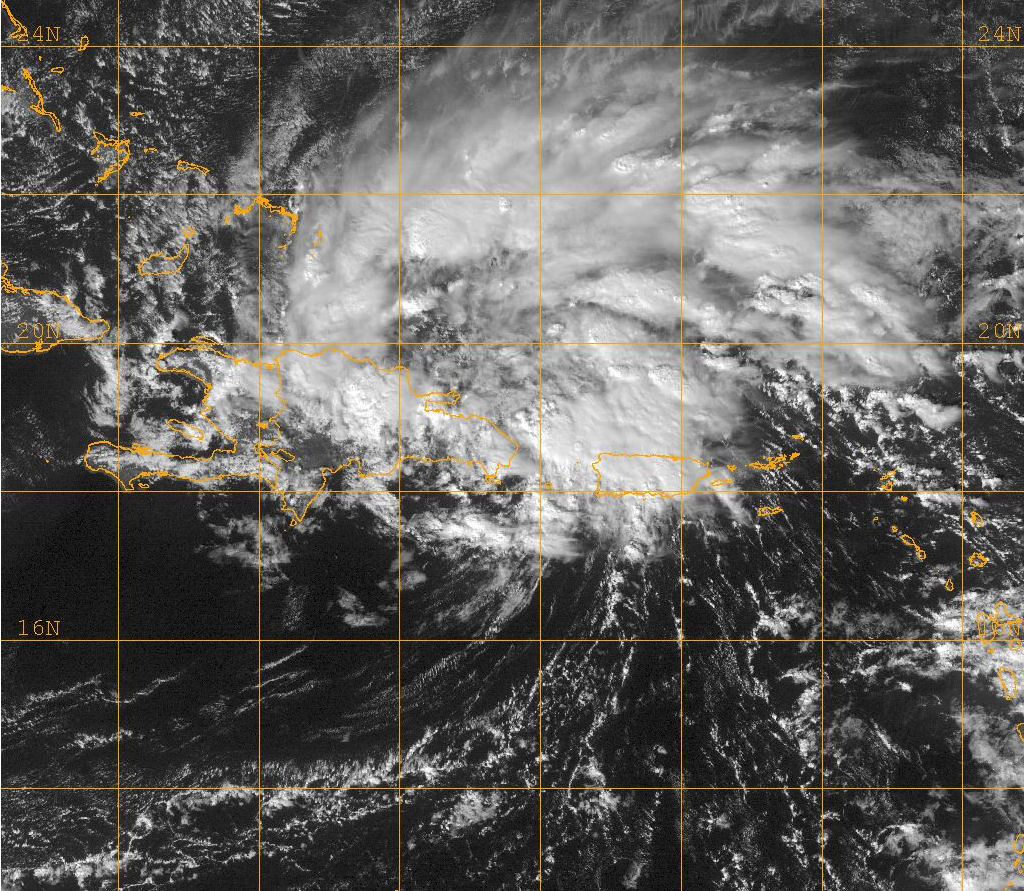
熱帯低気圧オルガ

- 上旬～中旬 - 西マレーシアの東部やタイ南部で洪水、あわせて33人が死亡、6万人以上が避難した。
- 上旬～下旬 - ジンバブエで北部を中心に洪水、合わせて27が死亡した。国内のほとんどの地域で、12月の降水量が平年の2倍の300mm前後となった。
- 12月1日 - メキシコ東部のポポカテペトル山が噴火。
- 12月1日～5日 - アメリカ西海岸・カナダ西海岸からアメリカ東部、カナダ南部にかけて広い範囲を低気圧が発達しながら次々と通過。各地で大雪や雨氷が降り、路面凍結による交通事故などであわせて26人が死亡した。
- 12月2日～5日 - 南アフリカ中南部で複数の嵐、雹や強風により被害が発生。
- 12月4日 - ジンバブエ北東部で雷雨、雷により4人が死亡。
- 12月8日 - サイクロンDamanがフィジーを通過、Cikobia島では建物や水道、農業などに大きな被害が出た。
- 12月9日 - フィジー南方沖でM7.8の深発地震が発生。
- 12月9日～17日 - アメリカ中部・北東部・カナダ南部にかけて冬の嵐(Mid-December 2007 North American Winter storms)、雪や着氷に伴う交通事故などにより合わせて64人が死亡。
- 中旬後半 - スリランカ北東部やインドのタミルナドゥ州で大雨、洪水により多くの水田が被害を受け、スリランカで5万人以上が避難、インドで16人が死亡した。
- 12月11日～12日 - 熱帯低気圧オルガがプエルトリコ、ドミニカ共和国、ハイチを通過、洪水や地すべりなどにより40人が死亡した。ドミニカではバナナへの被害額が2,000ポンドに達した。
- 12月11日～14日 - インド北部で大雨と大雪、この影響でカシミール地方への道路が不通となった。
- 12月15日～17日 -
- 12月20日 - ニュージーランドギズボーン付近でM6.6の地震、1人が死亡。
- 12月22日 - タジキスタンで雪崩、道路を直撃し、16人が死亡した。
- 12月23日～24日 - アメリカ中部などで冬の嵐、25人が死亡、30万世帯以上で一時停電となる被害。
- 12月26日
  - インドネシアジャワ島中部で大雨、洪水や地滑りが多数発生し、死者・行方不明者は合わせておよそ100人に達した。家を失った人も数万人に達した。
  - インドネシア東ジャワ州で大雨により川が増水、橋が流されおよそ50人が行方不明に。